# Łomża
Łomżaⓘ é uma cidade com direitos de condado no nordeste da Polônia, no rio Narew. Apesar de administrativamente pertencer à voivodia da Podláquia, Łomża faz parte da histórica Mazóvia. Foi a capital da antiga terra mazoviana de Łomża. É o principal centro econômico, educacional e cultural da Terra de Łomża.
A cidade real da Coroa do Reino da Polônia na voivodia da Mazóvia. O local onde os sejmiks da região de Łomża realizaram reuniões desde o século XVI até a primeira metade do século XVIII. Nos anos 1975–1998 foi a capital da voivodia de Łomża. Desde 1 de janeiro de 1999, é a sede do condado de Łomża. A partir de 28 de outubro de 1925, é também a capital da diocese de Łomża da Igreja Católica.
Conforme os dados do Escritório Central de Estatística da Polônia (GUS) de 31 de dezembro de 2024, Łomża tinha 59 476 habitantes e era a terceira cidade em termos de população (depois de Białystok e Suwałki) na voivodia da Podláquia, bem como a 65.ª entre as cidades mais populosas na Polônia. Estende-se por uma área de 32,7 km², com uma densidade populacional de 1 820,5 hab./km².

## Localização
Łomża está localizada no curso médio do rio Narew na planície da Mazóvia a uma altitude de cerca de 125 m acima do nível do mar na parte norte da mesorregião Międzyrzecze Łomżyńskie. A cidade está situada nas colinas de morena, abraçando a alta escarpa da margem esquerda do vale do rio Narew.

### Divisão administrativa
Łomża consiste em quatro bairros tradicionais, divididos em 15 distritos.
- Cidade Velha — a parte mais antiga da cidade com muitos monumentos arquitetônicos e dois parques municipais. A maioria dos escritórios de Łomża e o estádio ŁKS também estão localizados aqui. A Cidade Velha é constituída por: Starówka, Rembelin, Os. Monte Cassino e novos conjuntos habitacionais no lugar da aldeia de Pociejewo, ou seja, Os. Skarpa e Os. Pociejewo.
- Sul — um distrito com principalmente blocos de apartamentos. Os prédios, e com eles o bairro, começaram a ser construídos na década de 1970, quando o desenvolvimento econômico da cidade ocorreu depois que a voivodia foi criada. A área fica ao sul da Cidade Velha, daí o nome. As seguintes propriedades estão localizadas aqui: Jantar, Górka Zawadzka, Mazowieckie, Konstytucji, Armii Krajowej, Medyk e Zawady Przedmieście. No conjunto habitacional Medyk existe o Hospital do Complexo Provincial. O distrito continua a desenvolver-se em termos de planejamento urbano.
- Łomżyca-Przedmieście — uma vez uma cidade separada. Localiza-se na zona oeste da cidade. É composto por conjuntos habitacionais unifamiliares (Łomżyca, Nowa Łomżyca, Maria, Narew, Staszica, Słoneczne, Parkowe, Młodych e Skowronki). O distrito está se desenvolvendo dinamicamente em termos de planejamento urbano.
- Kraska — uma vez uma cidade separada. O menor dos quatro distritos de Łomża. Está localizado ao sul de Łomża. Os nomes das ruas aqui geralmente vêm de nomes de pássaros. Existem principalmente casas unifamiliares (Os. Kraska) e instalações industriais (Os. Przemysłowe). Ao sul de Kraska fica a vila de Konarzyce.

## História

### Nome

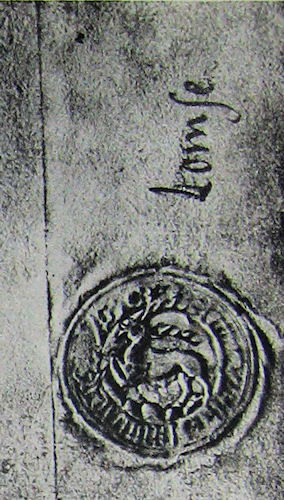
Brasão da cidade do século XVI

A origem do nome Łomża não é inequívoca. Zygmunt Gloger escreve que: “As pessoas que viviam nas florestas e viviam da caça, do pastoreio e da pesca não precisavam construir castelos, pois sua fortaleza natural e mais segura eram os matagais cobertos de troncos caídos (łomami) de árvores velhas”. No entanto, segundo Karol Zierhoffer, o nome Łomża provavelmente significava um lugar onde havia troncos caídos, alguns blocos de pedra quebrados ou árvores quebradas pelo vento. O nome da cidade é topográfico, com o sufixo “ża” da mesma raiz do antigo polonês łomić, łomać. O nome da cidade de Iłża é formado semelhantemente.
O nome Łomża também aparece em outras línguas sob formas alteradas: latim: Lompz, alemão: Lomsch, iídiche: Lomsza, russo: Ломжа, lituano: Lomza. Está relacionado, entre outros, com a estrutura étnica multinacional da cidade ao longo da história e os contatos comerciais realizados pelos habitantes da cidade.

### Calendário histórico
- 30 de agosto de 1400 — o duque Janusz I funda a cidade de Łomża[8]
- 1410 — o bispo de Płock, Jakub de Korzkiew, cria uma paróquia, e o duque Janusz I constrói a primeira igreja de Łomża, dedicada aos Santos Apóstolos, em agradecimento pela vitória de Grunwald[9]
- 15 de junho de 1418 — concessão da lei de Chełmno a Łomża pelo duque Janusz I
- Séculos XV/XVI — intenso desenvolvimento da cidade; Łomża torna-se a cidade mais importante da Mazóvia, depois de Varsóvia e Płock
- 1504–1525 — construção da igreja paroquial de Łomża por iniciativa dos cidadãos e do pároco Jan Wojsławski, com o apoio da duquesa Anna Mazowiecka
- 1526 — Łomża torna-se cidade real e capital da região de Łomża na Mazóvia
- 1612–1614 — chegada dos jesuítas e fundação do Colégio de Łomża
- Séculos XVII–XVIII — declínio da prosperidade da cidade após as guerras suecas e catástrofes naturais
- 1770–1798 — construção da igreja e do convento dos Capuchinhos
- 1795 — chegada dos prussianos a Łomża
- 1807 — Łomża torna-se capital do departamento de Łomża no Ducado de Varsóvia
- 1815 — Łomża sob domínio russo[10]
- 1816 — Łomża torna-se capital do distrito de Łomża, na voivodia de Augustów
- 1823 — construção da prefeitura
- 1837 — Łomża torna-se capital da gubernia de Augustów
- 1867 — Łomża torna-se capital da gubernia de Łomża
- 1905 — greve escolar no ginásio masculino e feminino em Łomża
- 1918 — libertação de Łomża
- 1920 — defesa da cidade contra o III Corpo de Cavalaria
- 1925 — criação da diocese de Łomża
- 1939–1945 — Segunda Guerra Mundial, entre outros, criação do gueto (1941) e extermínio da população judaica (1942)
- 1945 — como resultado das ações bélicas, a cidade foi destruída em quase 70%
- 1946–1975 — reconstrução da parte mais antiga da cidade
- 1974 — no 30.º aniversário da fundação da República Popular da Polônia, pela contribuição à construção do socialismo, a cidade foi condecorada com a Ordem da Bandeira do Trabalho de II classe[11]
- 1975 — Łomża torna-se capital da voivodia de Łomża
- 1991 — visita do Papa João Paulo II à cidade
- 1999 — Łomża torna-se sede do condado urbano e capital do condado rural

## Recursos naturais

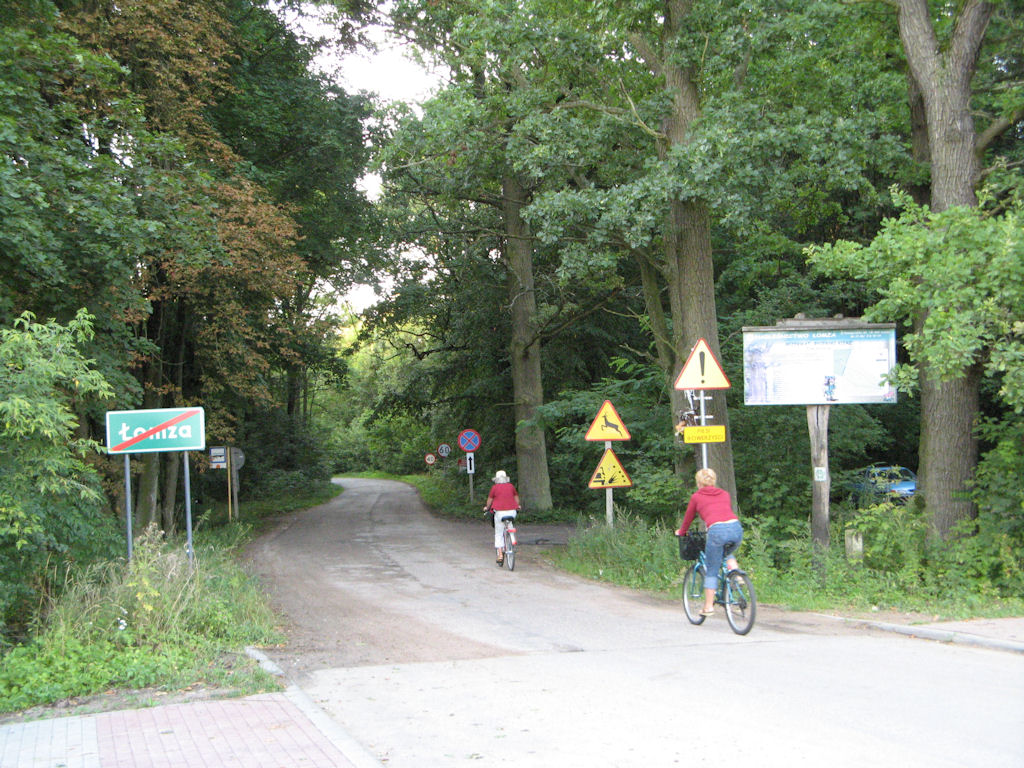
Reserva Natural “Rycerski Kierz”

Łomża está localizada na área dos Pulmões Verdes da Polônia. Nas proximidades da cidade, há o Parque Paisagístico Łomża do Vale do Narew (a leste), a reserva natural “Rycerski Kierz” (a oeste) e Czerwony Bór (a sul). Nas proximidades, a cerca de 25 km a nordeste, encontra-se o Parque Nacional Biebrza, e a cerca de 20 km a noroeste, a Floresta Kurpiowska. Dois cursos de água atravessam a cidade: o rio Narew e o rio Łomżyczka.

### Clima
Segundo Okołowicz, Łomża está localizada na zona de clima temperado de transição e, conforme a classificação por Köppen e Geiger, encontra-se no clima continental úmido do subtipo com verão quente (Dfb). A temperatura média nesta área é de 8,4 °C. Nesta área, a precipitação média anual é de 706 mm.
| Dados climatológicos para Łomża | Dados climatológicos para Łomża | Dados climatológicos para Łomża | Dados climatológicos para Łomża | Dados climatológicos para Łomża | Dados climatológicos para Łomża | Dados climatológicos para Łomża | Dados climatológicos para Łomża | Dados climatológicos para Łomża | Dados climatológicos para Łomża | Dados climatológicos para Łomża | Dados climatológicos para Łomża | Dados climatológicos para Łomża | Dados climatológicos para Łomża |
| Mês                             | Jan                             | Fev                             | Mar                             | Abr                             | Mai                             | Jun                             | Jul                             | Ago                             | Set                             | Out                             | Nov                             | Dez                             | Ano                             |
| ------------------------------- | ------------------------------- | ------------------------------- | ------------------------------- | ------------------------------- | ------------------------------- | ------------------------------- | ------------------------------- | ------------------------------- | ------------------------------- | ------------------------------- | ------------------------------- | ------------------------------- | ------------------------------- |
| Temperatura máxima média (°C)   | −0,9                            | 0,8                             | 6,0                             | 13,0                            | 18,2                            | 21,4                            | 23,5                            | 22,9                            | 17,8                            | 11,5                            | 5,9                             | 1,5                             | 11,8                            |
| Temperatura média (°C)          | −3,0                            | −1,9                            | 2,1                             | 8,4                             | 13,7                            | 17,1                            | 19,4                            | 18,6                            | 13,9                            | 8,3                             | 3,9                             | −0,3                            | 8,4                             |
| Temperatura mínima média (°C)   | −5,4                            | −4,7                            | −1,9                            | 3,2                             | 8,4                             | 12,0                            | 14,7                            | 14,1                            | 10,1                            | 5,3                             | 1,7                             | −2,4                            | 4,6                             |
| Precipitação (mm)               | 47                              | 44                              | 46                              | 49                              | 68                              | 78                              | 88                              | 72                              | 65                              | 52                              | 47                              | 50                              | 706                             |
| Dias com precipitação           | 9                               | 7                               | 8                               | 8                               | 9                               | 9                               | 10                              | 9                               | 8                               | 7                               | 8                               | 8                               | 100                             |
| Umidade relativa (%)            | 85                              | 83                              | 76                              | 68                              | 67                              | 67                              | 70                              | 69                              | 74                              | 80                              | 87                              | 86                              | 76,0                            |
| Fonte: 2023-07-05               |                                 |                                 |                                 |                                 |                                 |                                 |                                 |                                 |                                 |                                 |                                 |                                 |                                 |

## Demografia
Diagrama da população da cidade de Łomża desde 1939.
Conforme os dados do Escritório Central de Estatística da Polônia (GUS) de 31 de dezembro de 2024, Łomża é uma cidade pequena com uma população de 59 476 habitantes (3.º lugar na voivodia da Podláquia e 65.º na Polônia), tem uma área de 32,7 km² (8.º lugar na voivodia da Podláquia e 167.º lugar na Polônia) e uma densidade populacional de 1 821 hab./km² (2.º lugar na voivodia da Podláquia e 71.º lugar na Polônia). Nos anos 2002–2024, o número de habitantes diminuiu 6,9%.
Os habitantes de Łomża constituem cerca de 5,24% da população da voivodia da Podláquia.
| Descrição                         | Total      | Total    | Mulheres   | Mulheres | Homens     | Homens   |
| --------------------------------- | ---------- | -------- | ---------- | -------- | ---------- | -------- |
| unidade                           | habitantes | %        | habitantes | %        | habitantes | %        |
| população                         | 59 476     | 100      | 31 218     | 52,5     | 28 258     | 47,5     |
| superfície                        | 32,7 km²   | 32,7 km² | 32,7 km²   | 32,7 km² | 32,7 km²   | 32,7 km² |
| densidade populacional (hab./km²) | 1 821      | 1 821    | 956        | 956      | 865        | 865      |

## Arquitetura

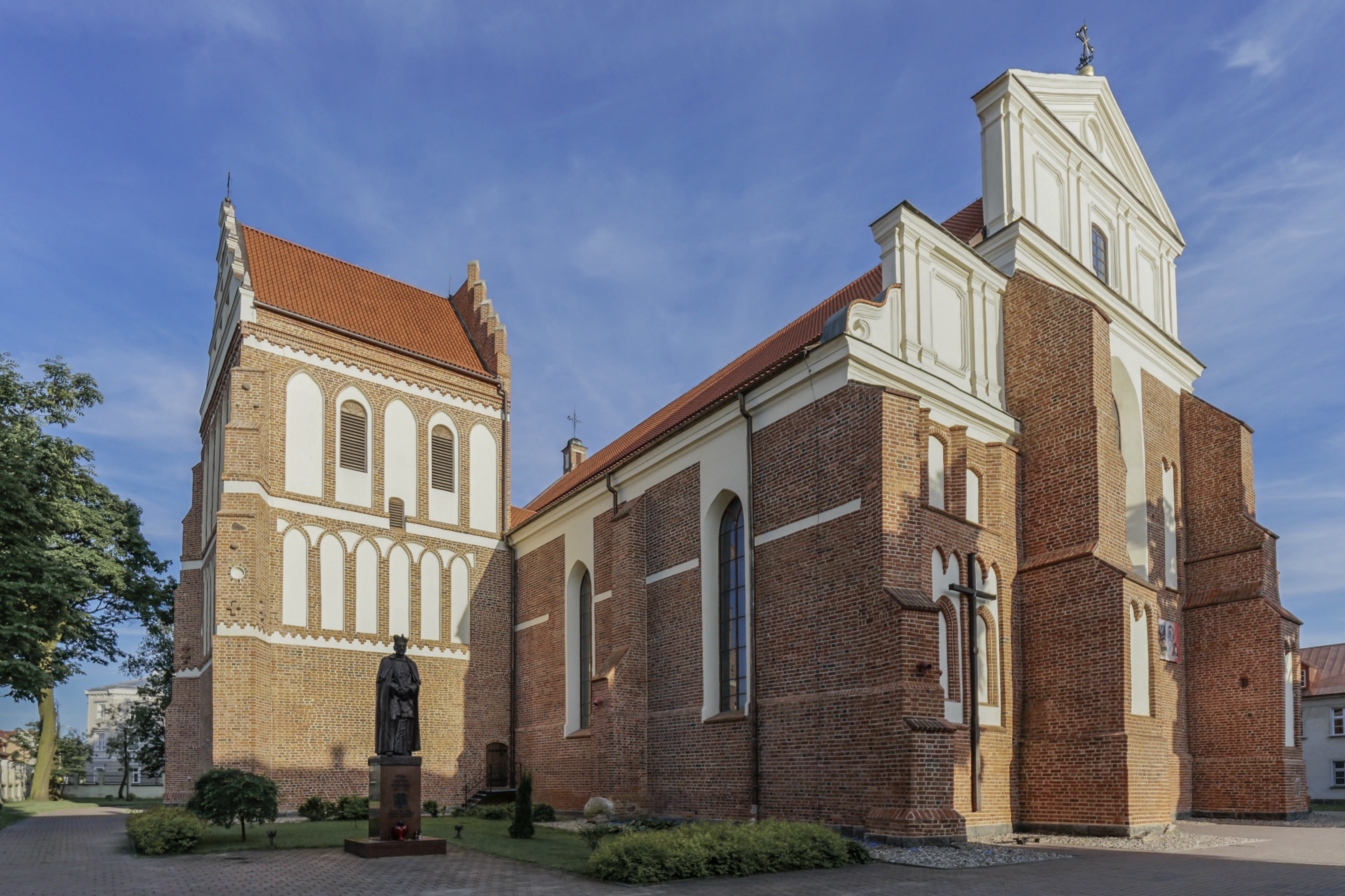
Catedral de São Miguel Arcanjo

### Traçado urbano
O traçado urbano da Cidade Velha apresenta elementos medievais, por ser caracterizado por um arranjo retangular de ruas e blocos de edifícios. Apesar das hostilidades realizadas na cidade, esse arranjo foi preservado até hoje e é visível nas fronteiras das ruas Dworna, Krotka, Krzywe Koło e Szkolna. O traçado espacial histórico da cidade foi reconhecido como monumento urbanístico por decisão do Conservador Provincial de Monumentos em Białystok. A proteção de conservação abrange a área nas seguintes ruas: Zamiejska, Zjazd, rio Narew e ruas Sikorskiego, Polowa, 3 Maja e Wiejska. Nos limites administrativos da cidade, também existem praças de mercado históricas, como a Antiga e a Nova Praça do Mercado, a Praça Niepodległości e a antiga Praça do Mercado Wołowy.

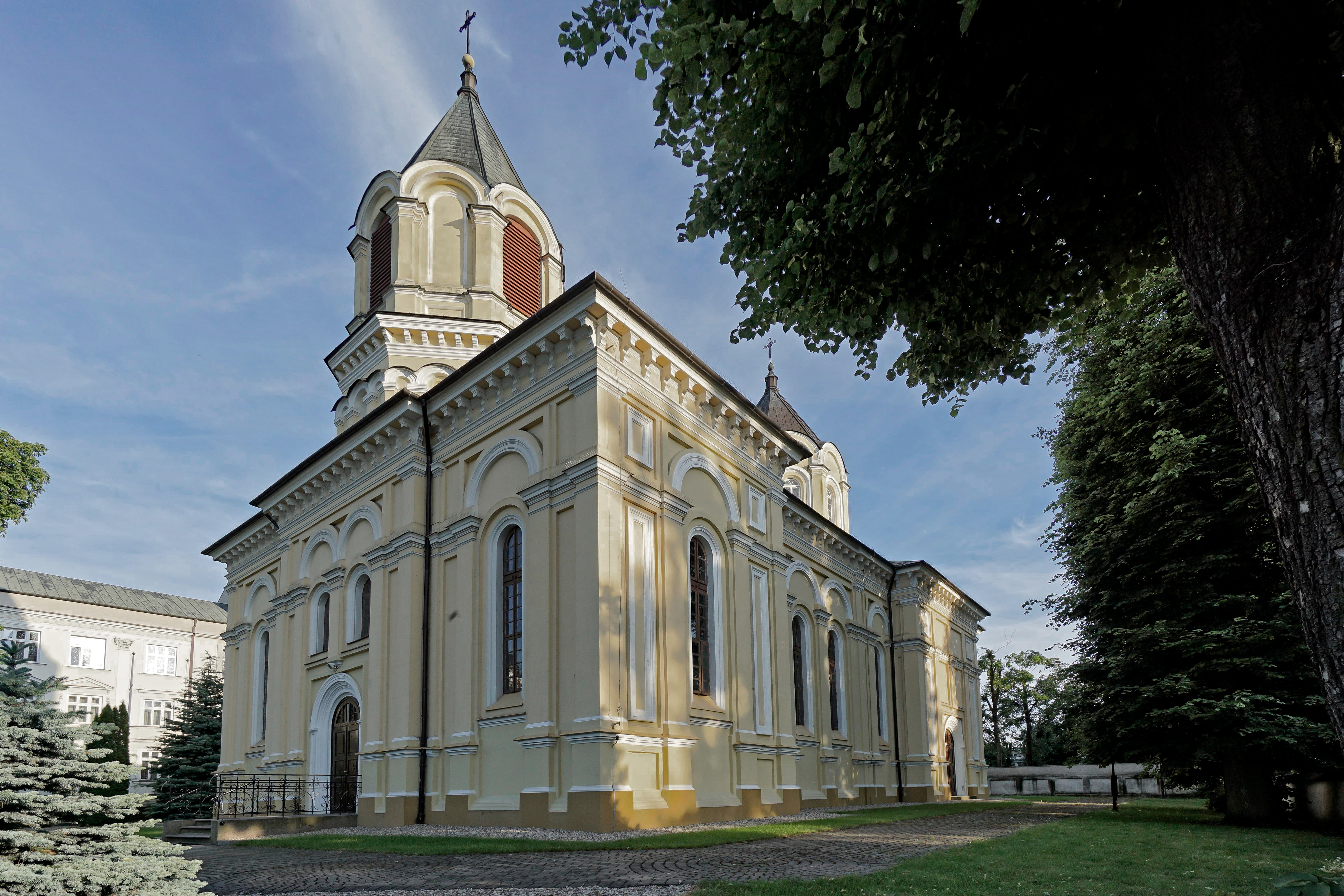
Igreja da Assunção da Bem-Aventurada Virgem Maria

### Monumentos históricos

#### Religioso

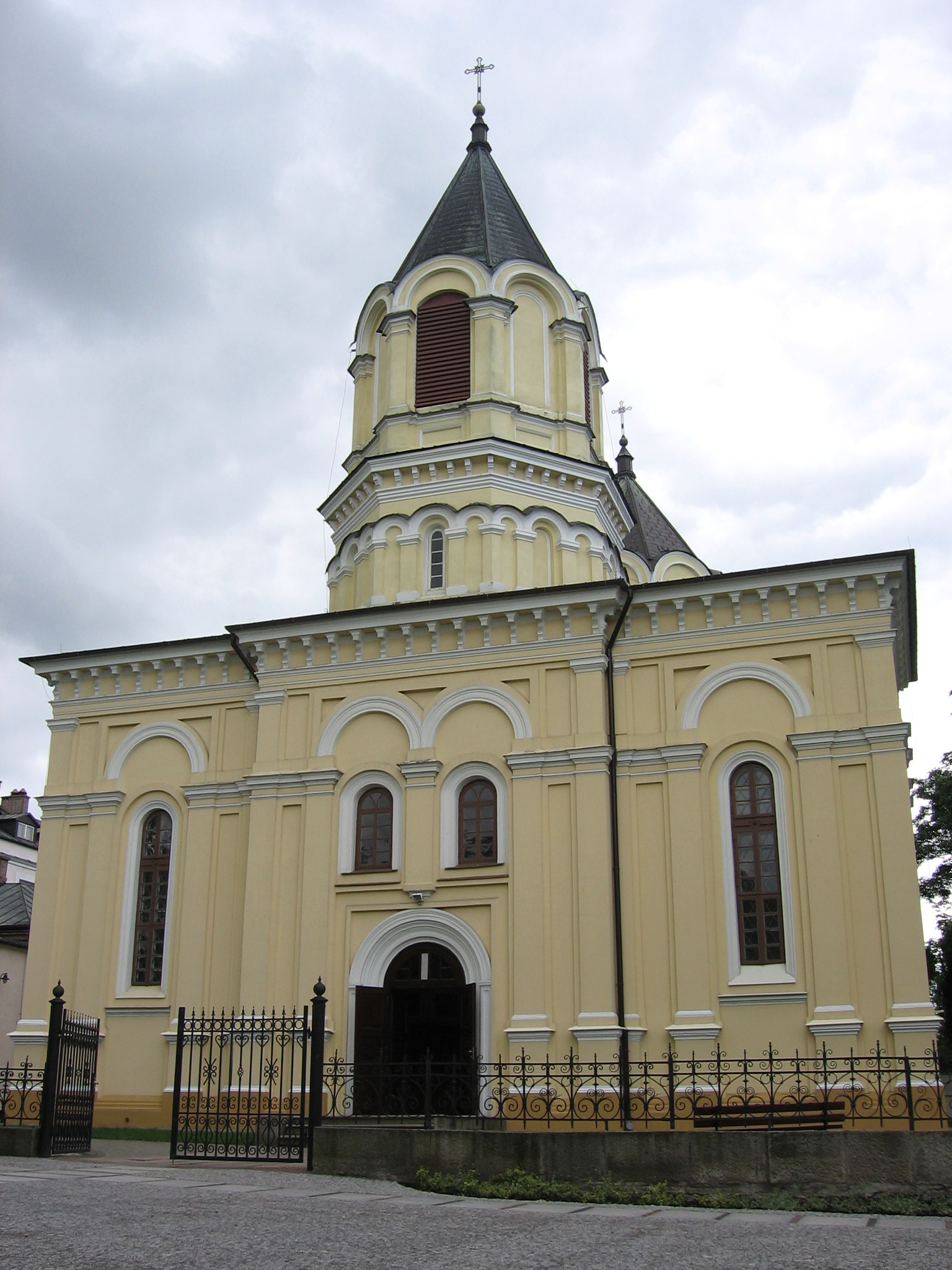
Igreja Reitoral da Assunção da Bem-Aventurada Virgem Maria, antiga igreja da guarnição de 1877

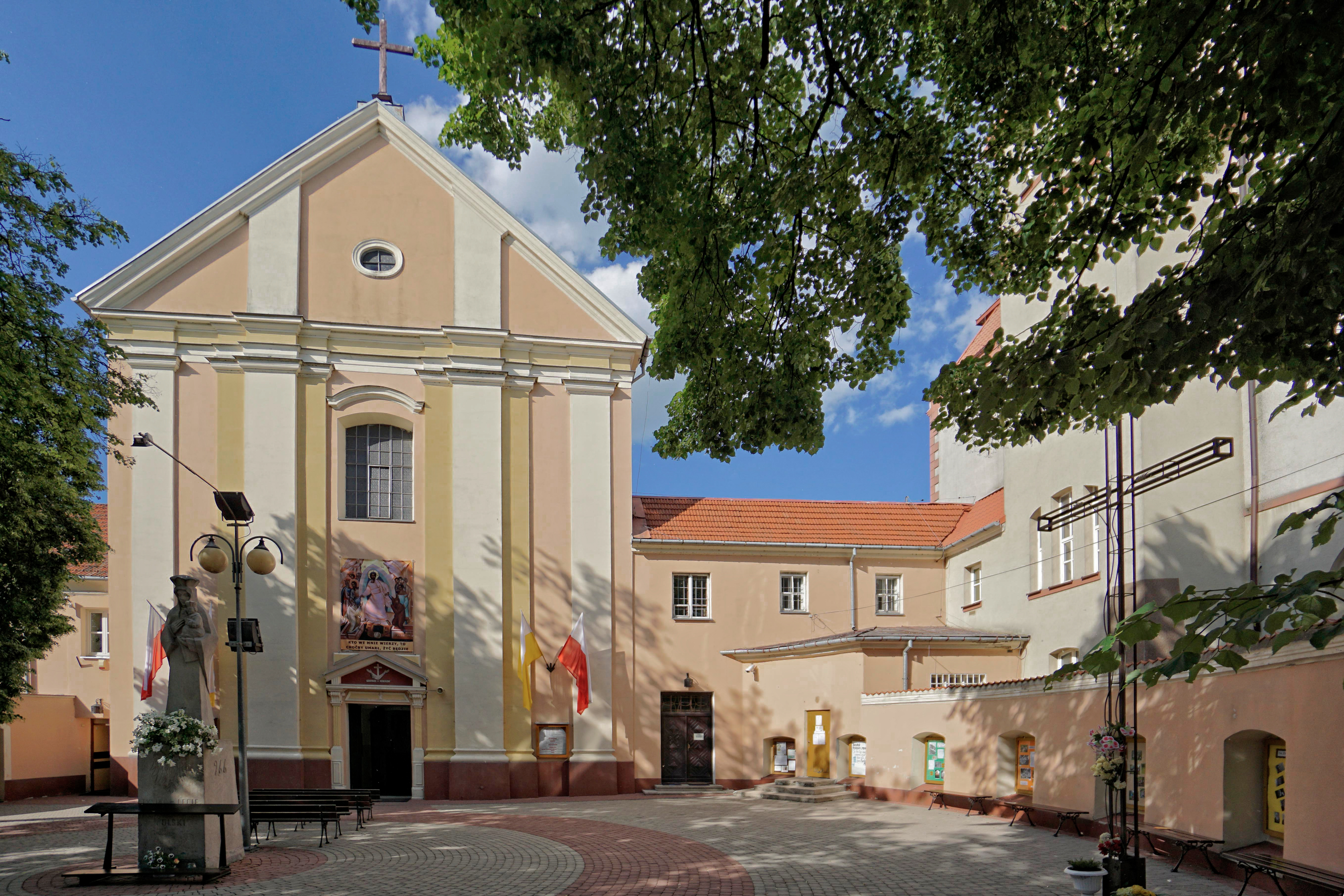
Mosteiro dos Capuchinhos

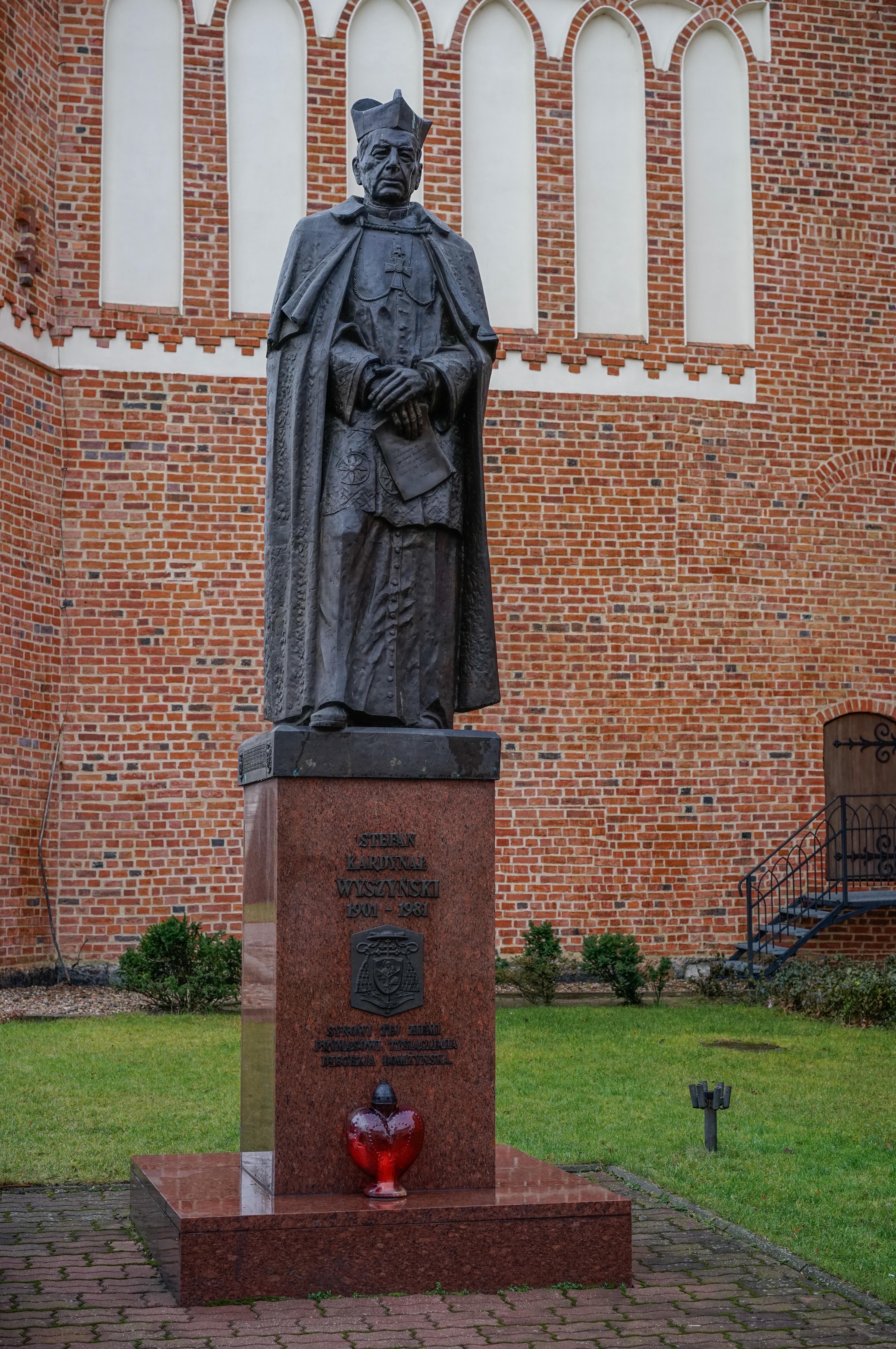
Monumento ao Cardeal Stefan Wyszyński

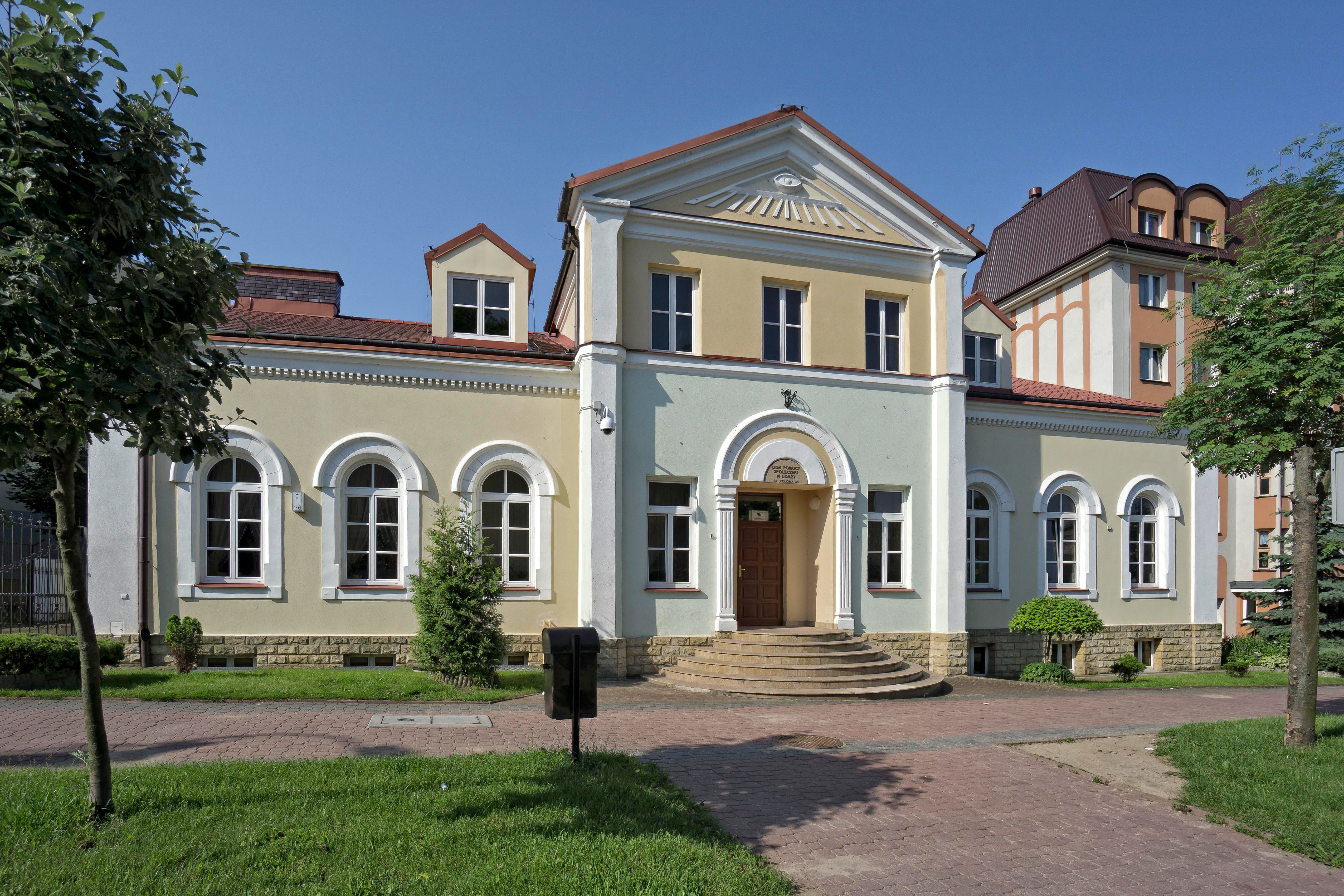
Lar de idosos

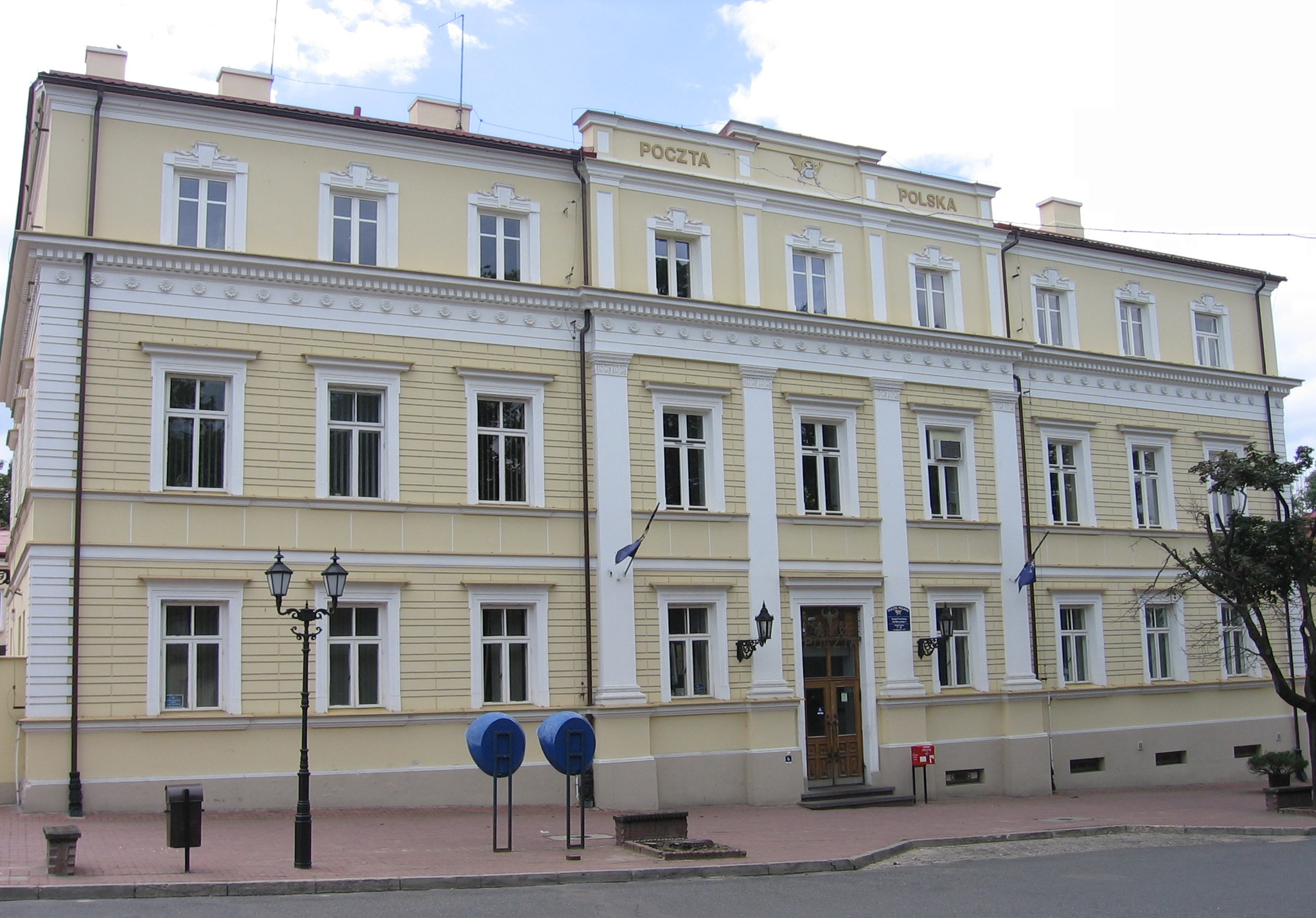
Edifício principal dos Correios

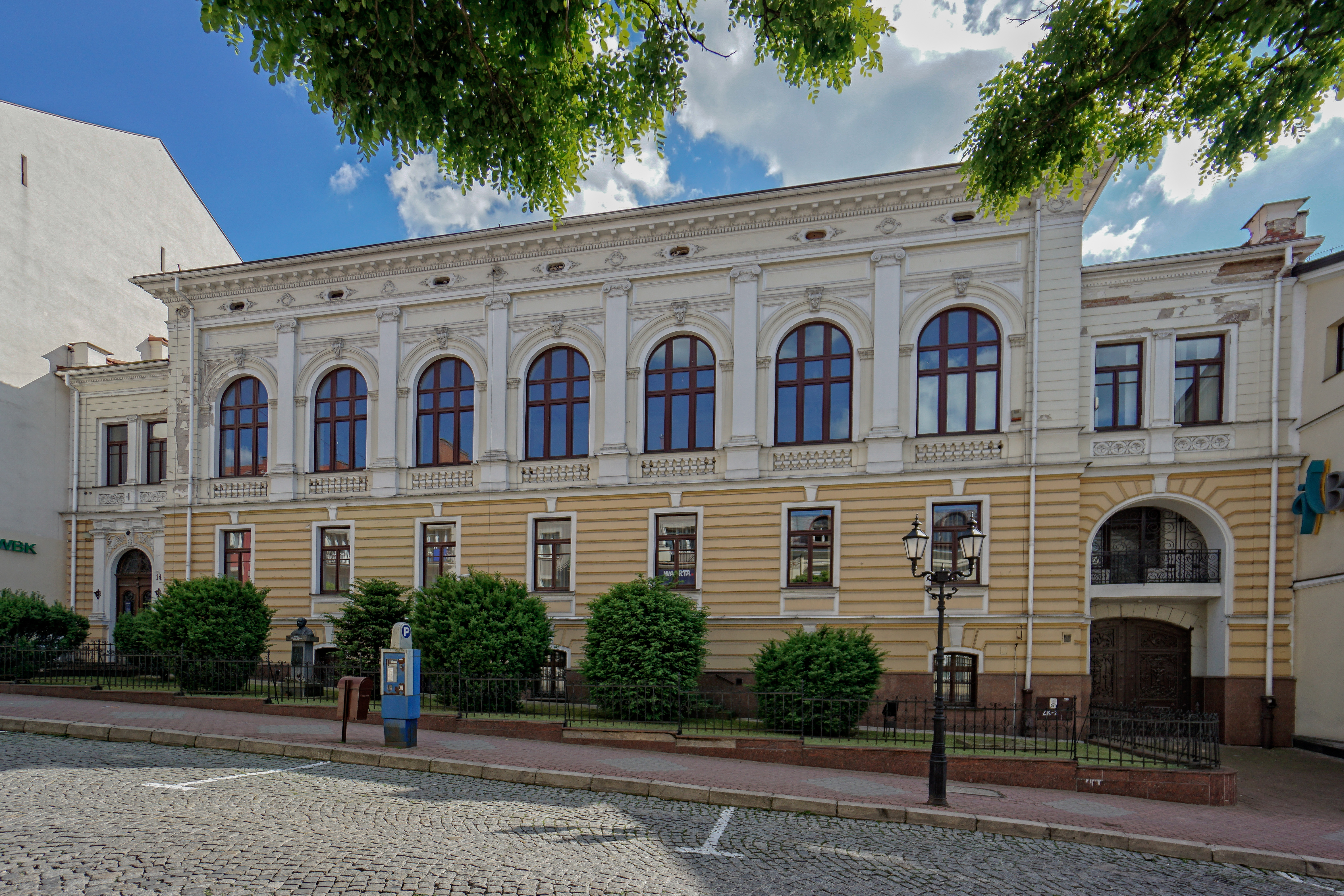
Banco Estatal na rua Dworna, atualmente pertencente à Corte Distrital de Łomża

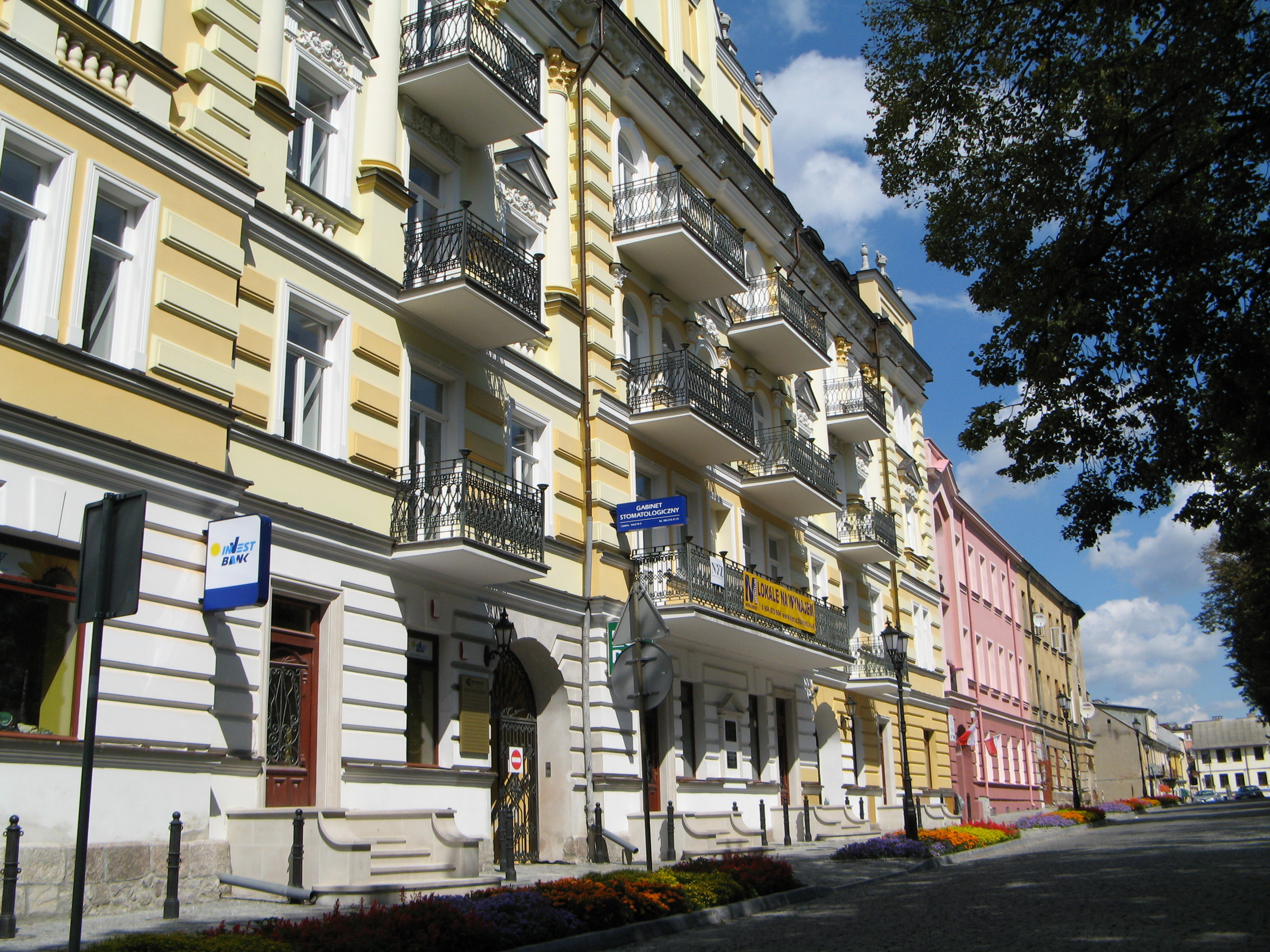
Rua Sienkiewicza

- Catedral de São Miguel Arcanjo; gótico tardio. A construção foi provavelmente iniciada em 1504, e a nave foi concluída em 1526, rua Dworna.
- Igreja e mosteiro dos capuchinhos; barroco toscano. Erguida entre 1770–1798 na encosta acima do rio Narew (a chamada Popowa Góra). Na capela lateral, pintura contemporânea representando o beato Honorat Koźmiński, capuchinho. Todos os anos, na sala da entrada lateral, é montado um presépio móvel durante o período de Natal, rua Krzywe Koło. A primeira igreja paroquial gótica em Łomża foi construída neste local.
- Complexo do mosteiro das Irmãs Beneditinas, rua Dworna.
- Palácio Episcopal de 1925 em estilo neoclássico, rua Sadowa. Ao lado do presbitério do século XVIII
- Igreja da Assunção da Bem-Aventurada Virgem Maria de 1877, estilo neo-russo. Antiga igreja da guarnição. Até hoje, manteve as formas arquitetônicas típicas da Igreja Ortodoxa, praça Jana Pawła II.
- Seminário Teológico Superior de 1866. Antigo palácio da gubernia russa, praça Jana Pawła II.
- Cemitério da Catedral em Łomża do século XVIII. Um dos mais antigos da Mazóvia. Inclui um complexo de cemitérios (católico, evangélico-Augsburgo, ortodoxo), rua Kopernika.
  - Capela da família Śminski (1838).
  - Funerária (1853).
  - Portão em estilo neogótico (1879).
  - Capela evangélica de estilo classicista (século XIX)
- Cemitério judaico (antigo) com matzevas do século XIX feitas de pedregulhos erráticos. Um dos poucos do gênero na Europa, rua Rybaki.
- Cemitério judaico (novo) com uma casa funerária preservada, rua Wąska.
- Casa do Pastor do século XIX, rua Krzywe Koło.

#### Praça do Mercado Velho

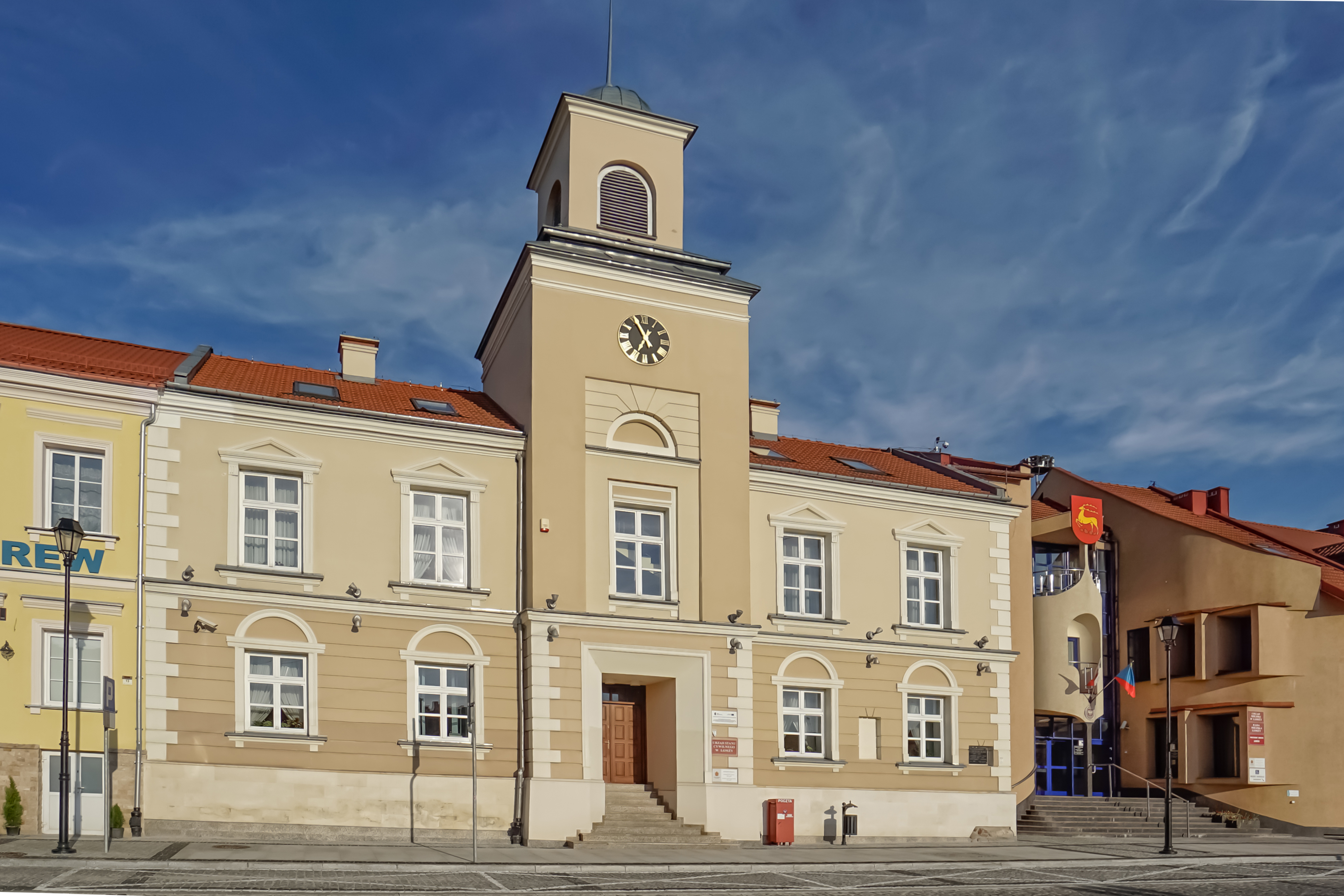
Prefeitura

- Prefeitura em estilo classicista. Erguida nos anos 1822–1823. Na parede há uma placa comemorativa da concessão dos direitos de cidade. Ao lado, uma nova prefeitura foi colocada em funcionamento em 1998, projetada por Jerzy Ullman de Białystok.
- Edifícios residenciais com arcadas — pseudo-barroco. Principalmente reconstruídos após a Segunda Guerra Mundial, projetados por Urszula e Adolf Ciborowski.
- Mercado municipal de 1928.

#### Rua Dworna
- Fundo das Indústrias de Łomża (atualmente Tribunal Distrital) — neo-barroco de 1909[18]
- Sede do Tribunal Distrital de Łomża, antigo Banco Santander — 1888; fachada de sete eixos.
- Caixa Econômica (agora Banco da Autoridade Europeia de Segurança Alimentar) do final do século XIX.
- Edifício do Museu da Mazóvia do Norte — virada dos séculos XVIII/XIX.

#### Rua Sienkiewicza
- Residência da família Śledziewski, há uma placa comemorativa no prédio pela morte de Leon Kaliwoda.

#### Outros monumentos selecionados
- Edifício da Escola Secundária n.º 1 de 1914, rua Bernatowicza 4, conforme o projeto de Feliks Nowicki.
- Escola de 1906 (atualmente Escola Secundária n.º 2) projetada por Feliks Nowicki, praça Kościuszki 3.
- Correios de 1843, praça Pocztowy 1. Não mudou sua função desde sua criação.
- Prisão da Gubernia de 1892 (atual Escola de Música), avenida Legionów 36
- Casa do Povo de 1905 (agora a sede da Comissão de Exame Distrital), avenida Legionów 9; ao lado do Parque do Povo.
- Lar de idosos de 1882, rua Polowa 39. Neo-renascimento.
- Matadouro da Cidade de 1906, rua Nowogrodzkiej, agora um restaurante e um pensionato.
- Hospital do Espírito Santo em Łomża de 1886, rua Wiejska 16, atualmente Escola Superior de Saúde.
- Hospital Judaico em Łomża de 1857, rua Senatorska 13, atualmente a 3.ª Escola Secundária Geral.

#### Monumentos inexistentes

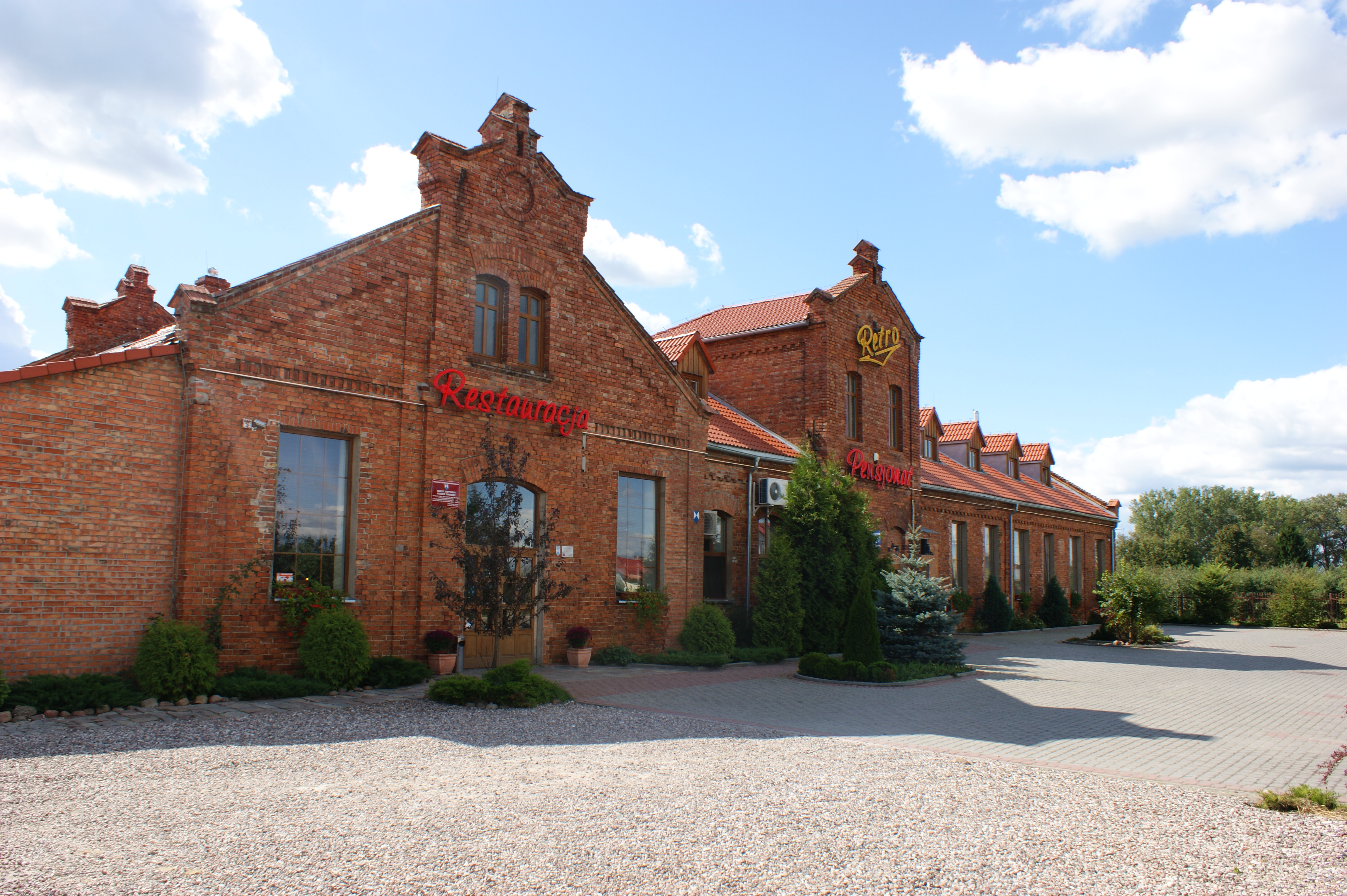
Matadouro da cidade, usado atualmente como restaurante e pousada

- Igreja dos Jesuítas, rua Stanisław Kostka de 1621–1732 no estilo barroco.
- Igreja paroquial de São Lourenço e Santa Catarina em Popowa Góra. Construída antes de 1392 em estilo gótico, financiado pelo bispo de Płock, Andrzej de Radzymin, no século XVI havia uma lápide do príncipe Janusz III. Demolida antes de 1787. Uma nova igreja barroca tardia foi construída em seu lugar nos anos 1781–1788. Atualmente, o mosteiro dos capuchinhos está localizado neste local.
- Antiga prefeitura com uma torre no meio da Praça do Mercado — demolida em 1825.
- Colégio Piarista do século XVIII, barroco. Demolido em 1898.
- Igreja Hospitalar do Espírito Santo do primeiro quartel do século XVI, fundado pelos duques da Mazóvia. Tijolo; gótico. Localizava-se na igreja de São Miguel. Demolida antes de 1663.
- Cinema Mirage de 1910 em estilo eclético
- Pequena Sinagoga
- Grande Sinagoga

#### Monumentos

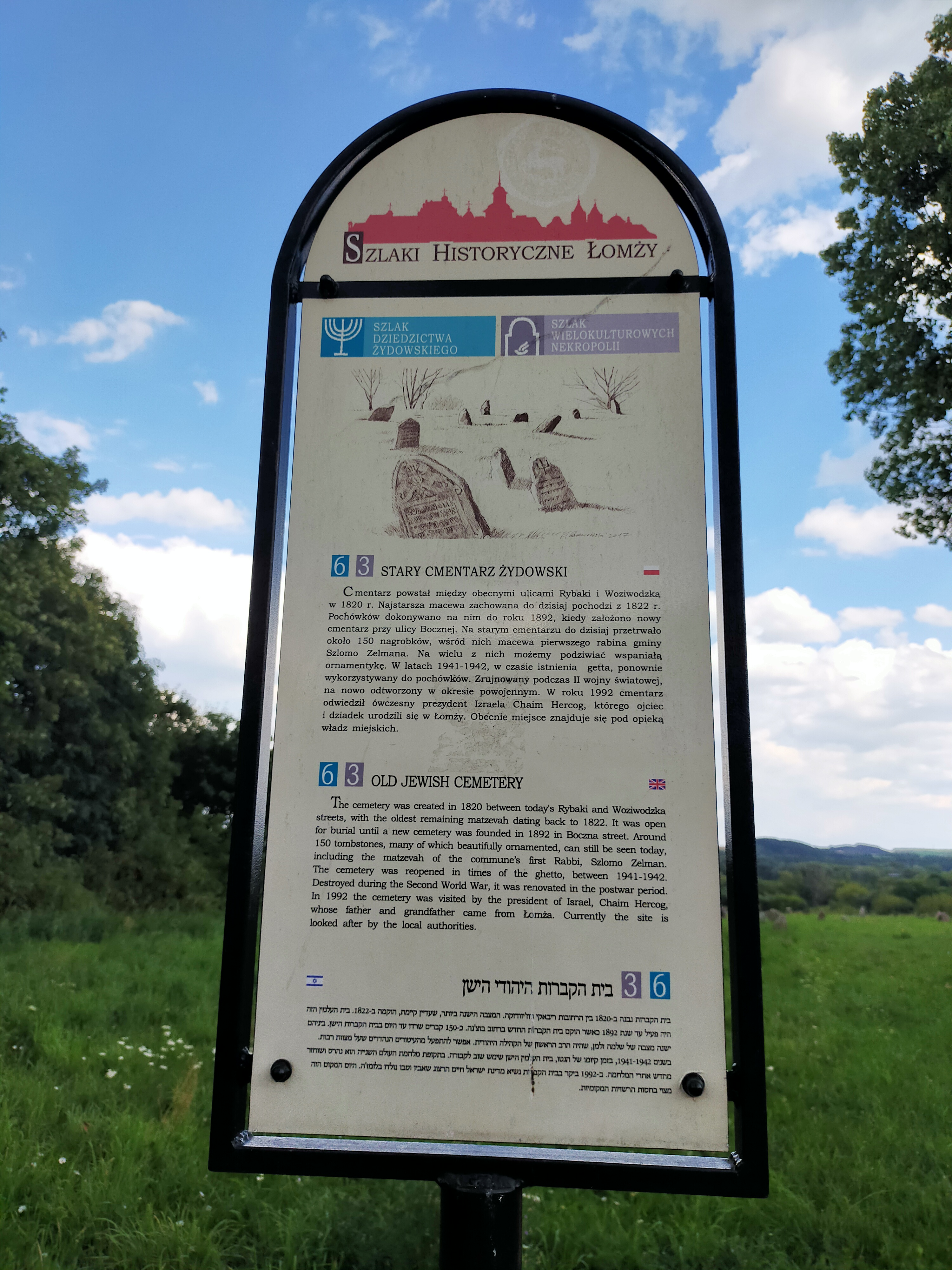
Antigo cemitério judaico

Monumentos e placas comemorativas em Łomża.
- Monumento em homenagem aos soldados do 33.º Regimento de Infantaria
- Monumento a Bohdan Stefan Winiarski
- Monumento aos Combatentes Desconhecidos, mortos pelos Invasores Russos em 1831
- Monumento aos lutadores pela liberdade da pátria
- Monumento aos Escoteiros da Região de Łomża
- Monumento a Jakub Waga
- Monumento ao Cardeal Stefan Wyszyński
- Monumento —  banco de Hanka Bielicka
- Monumento às vítimas da repressão de Stalin
- Memorial aos Heróis das Lutas pela Liberdade e Independência da Polônia e Prisioneiros Políticos Martirizados e Assassinados em 1939–1956
- Memorial aos Soldados do Exército Nacional do Distrito de Łomża
- Monumento dedicado ao Santo João Paulo II
- Monumento dedicado a Tadeusz Kościuszko
- Monumento a Stach Konwa
- Monumento a Zygmunt Gloger
- Busto de Bohdan Winiarski, juiz da CIJ em Haia e presidente do Banco Nacional de Londres
- Placa financiada em “Homenagem aos patriotas poloneses presos dentro destes muros durante as partições polonesas, ocupação nazista e stalinista” no prédio da antiga prisão
- Placa judaica

##### Monumentos da natureza
Existem 12 monumentos naturais na cidade inscritos no registo do Conservador Provincial da Natureza. Estas são principalmente árvores de idade única localizadas em parques da cidade:
- Parque Jakub Waga — fundado em 1842. Anteriormente o Jardim do Passeio. Entre as ruas Wojska Polskiego, Glogera, Nowogrodzka e Ogrodowa
- Parque João Paulo II — ao lado do Santuário da Divina Misericórdia. Entre as ruas Wyszyński, Zawadzka e Prus
- Parque do Povo — criado em 1905 na avenida Legionów

## Economia
| Setor                     | trabalhando | participação % |
| ------------------------- | ----------- | -------------- |
| Agricultura               | 51          | 0,4            |
| Indústria                 | 3 258       | 25,4           |
| Serviços de comércio      | 4 657       | 36,3           |
| Serviços fora do comércio | 4 875       | 38,0           |
| Total                     | 12 828      | 100,0          |

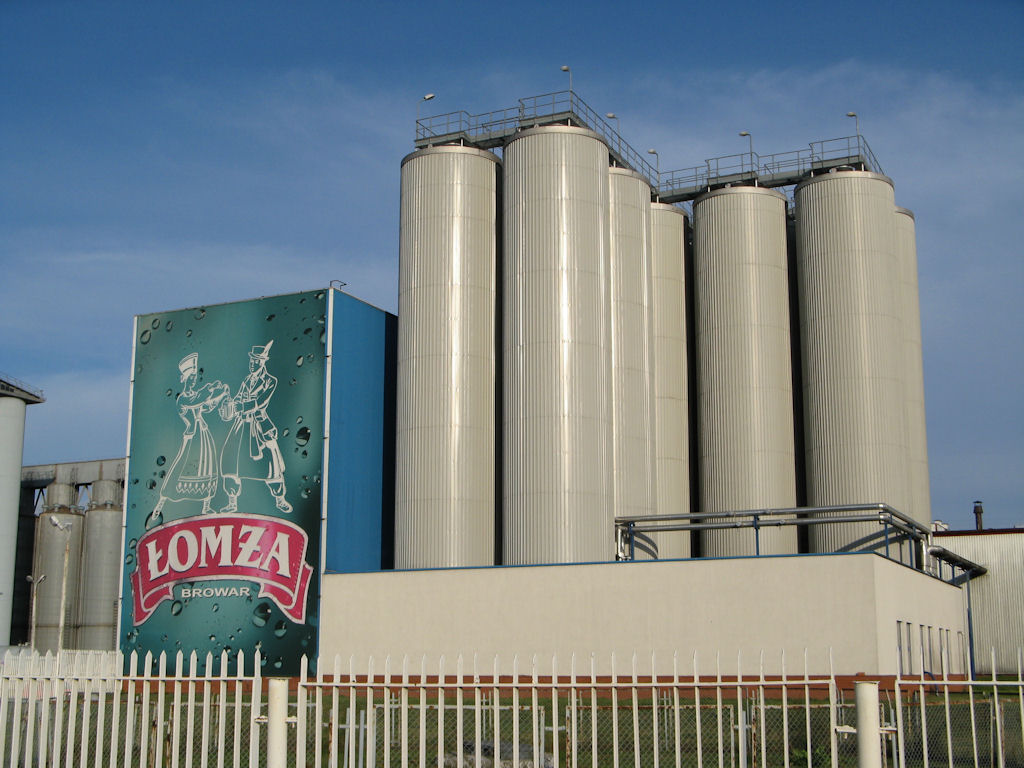
Cervejaria Łomża

A localização de Łomża na região agrícola e florestal indica as direções básicas do desenvolvimento econômico, indústrias ecologicamente inofensivas, ou seja, indústria de alimentos, cervejaria, eletrônica, indústria de materiais de construção, madeira, móveis, produção e processamento de produtos agrícolas, bem como turismo e agroturismo. Não há nenhuma grande empresa que empregue mais de mil funcionários na cidade, mas existem empresas incluídas nos Cem Empresários da Podláquia. Estes são: Cervejaria Łomża (produtor de cerveja), DE HEUS (produtor de ração animal), DOMEL (produtor de janelas sem chumbo), FARGOTEX (importador de tecidos para móveis), KONRAD (importador de novilhas reprodutoras), Łomżyńska Fabryka Mebli (produtor de móveis), PEPEES (produtor de fécula de batata), Purzeczko (proteção de pessoas e bens), UniGlass Polska (produtor de vidro isolante). A cidade é a sede da Agência para a Reestruturação e Modernização da Agricultura da Podláquia.
No final de 2007, o número de pessoas empregadas na cidade de Łomża era de 13 408, incluindo 7 170 mulheres, enquanto a taxa de desemprego no final de setembro de 2012 era de 15,8%. O número de entidades empresariais inscritas no registo REGON em maio de 2020 era de 6 497 entidades da economia nacional em Łomża, das quais 62 são classificadas como médias e 3 como grandes. Uma dessas entidades emprega mais de 999 pessoas.
Em setembro de 2019, o número de desempregados registrados era de 1 800 e a taxa de desemprego era de 7,3%.

## Transportes

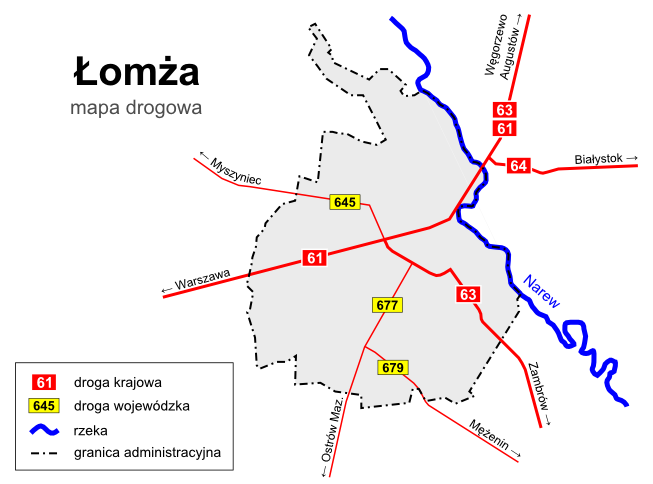
Contorno de Lomza (2024)

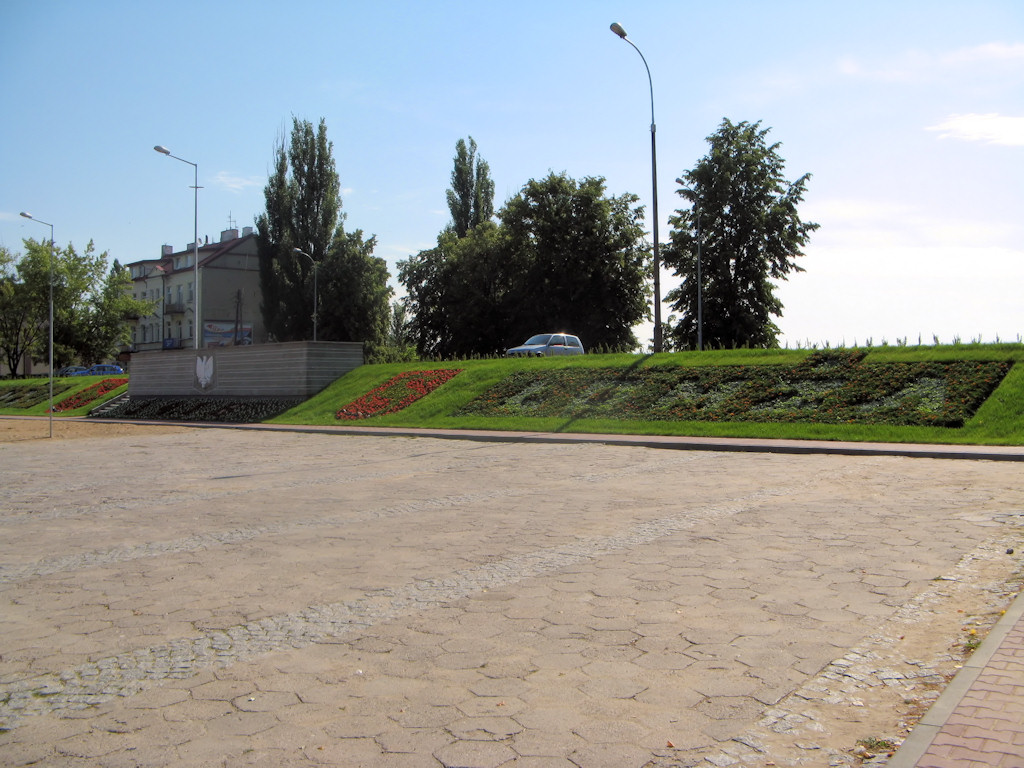
Praça Niepodległości(antiga praça Zambrowski)

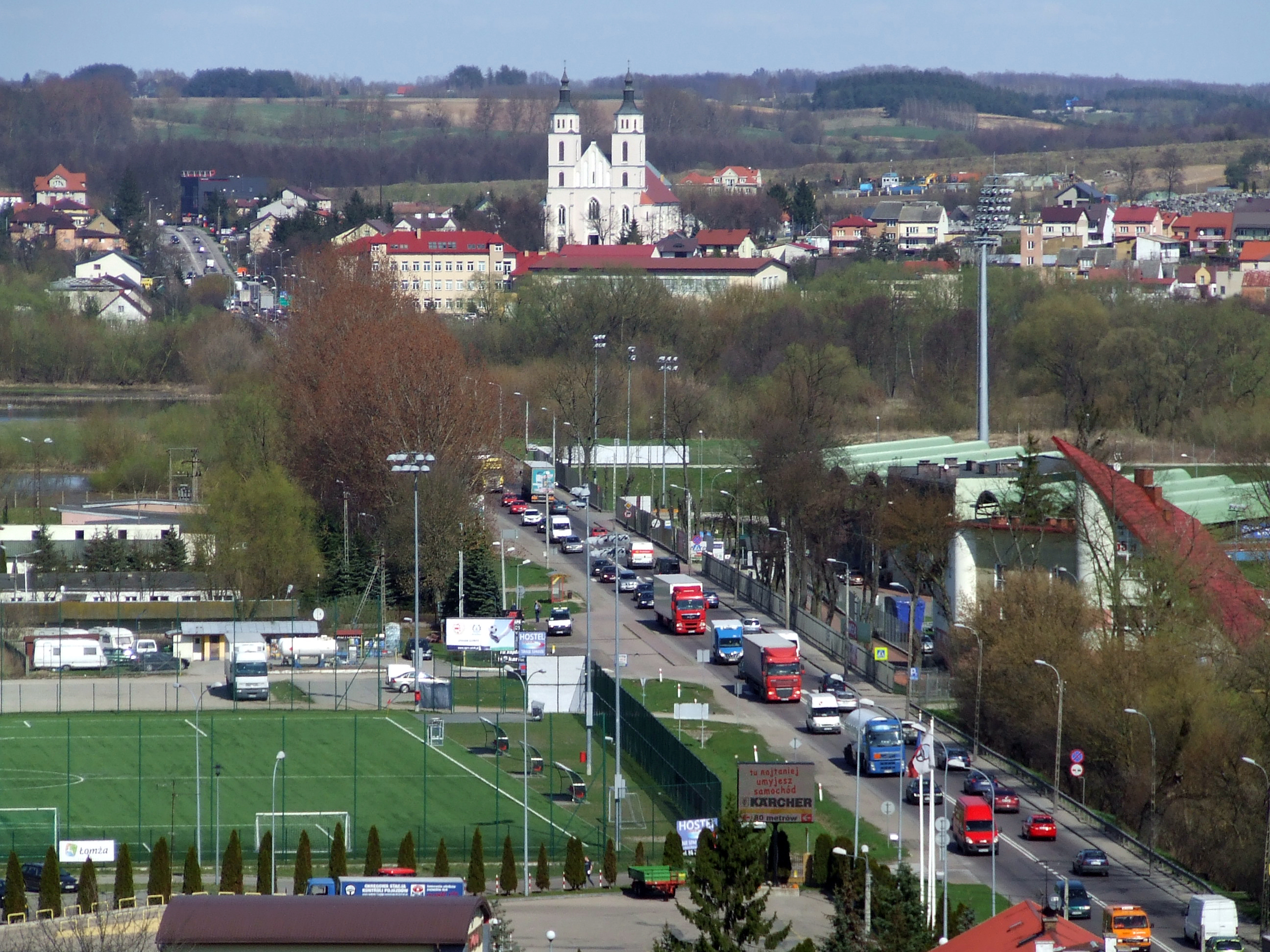
Estrada nacional (vista do hotel Gromada) que liga Łomża a Piątnica é uma das mais movimentadas

### Transporte rodoviário
Conforme o relatório das consultas públicas sobre a estratégia de desenvolvimento do 1.º Corredor Pan-europeu de Transportes (Via Báltica), elaborado pela agência Scott & Wilson a pedido da GDDKiA, o percurso deverá seguir a variante n.º 42, ou seja, passar por Łomża. As autoridades da cidade vêm se esforçando para o investimento em epígrafe há vários anos e divulgaram todo o assunto devido às oportunidades de desenvolvimento da cidade e questões ambientais. Em 20 de outubro de 2009, o Conselho de Ministros adotou a Portaria que altera a portaria da rede de autoestradas e vias expressas, apresentada pelo Ministro da Infra-estrutura, que aprovou o novo traçado da Via Báltica ao longo do trajeto da nova via expressa S61.
As vias de transporte rodoviário percorrem a cidade, tais como:
| Número da rodovia                 | Tipo de rodovia     | Rota                                                                                           |
| --------------------------------- | ------------------- | ---------------------------------------------------------------------------------------------- |
| Via expressa S61                  | Via expressa        | Różan – Ostrołęka – Łomża – Grajewo – Augustów - Ełk - Suwałki - Budzisko (fronteira nacional) |
| Estrada Nacional n.º 63 (Polônia) | Estrada nacional    | Węgorzewo – Giżycko – Orzysz – Pisz – Łomża – Zambrów – Siedlce – Radzyń Podlaski – Sławatycze |
| Estrada Nacional n.º 64 (Polônia) | Estrada nacional    | Łomża – Piątnica Poduchowna – Wizna – Jeżewo Stare – Białystok                                 |
| Estrada da voivodia n.º 645       | Estrada da voivodia | Myszyniec – Łyse – Zbójna – Nowogród – Łomża                                                   |
| Estrada da voivodia n.º 677       | Estrada da voivodia | Łomża – Śniadowo – Ostrów Mazowiecka                                                           |
| Estrada da voivodia n.º 679       | Estrada da voivodia | Mężenin – Gać – Podgórze – Łomża                                                               |
|                                   | Estrada do condado  | Wizna – Łomża                                                                                  |

Nos tempos da República Popular da Polônia, até dezembro de 1985, a cidade era atravessada pelas estradas estatais n.º 11 de Varsóvia — Ostrołęka — Łomża — Suwałki e n.º 24 de Łomża — Zambrów — Siedlce — Lublin.

#### Pontes

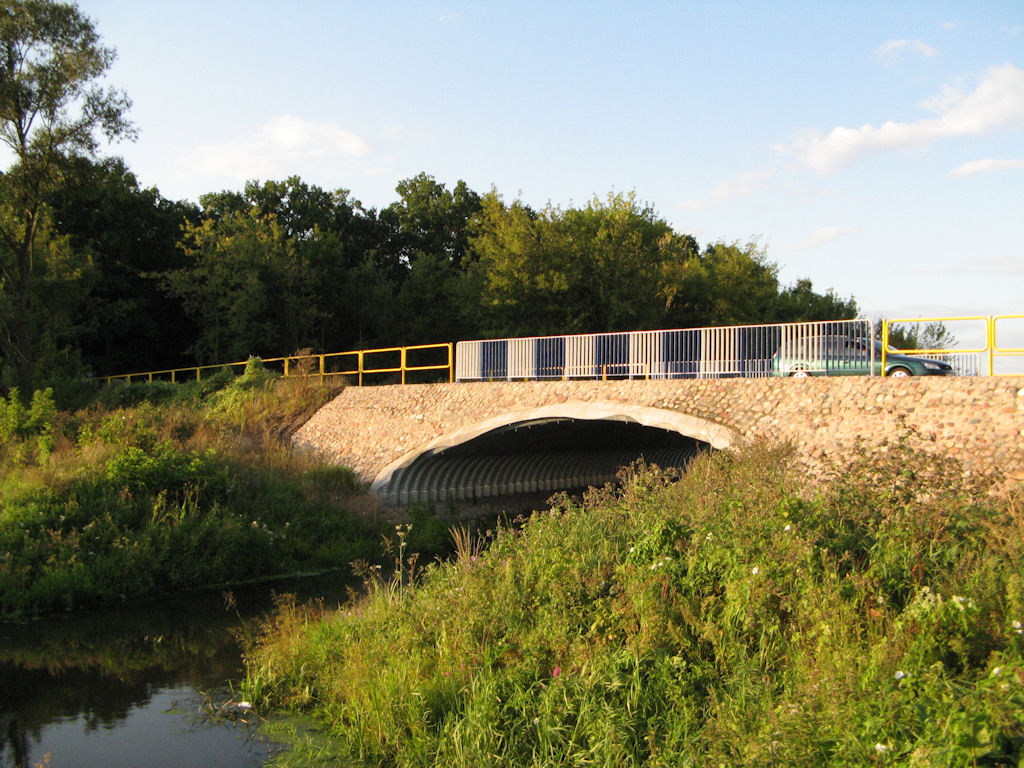
Łomża — ponte sobre o córrego Łomżyczka

Existem duas pontes no rio Narew em Łomża: a ponte velha ao longo da rua Zjazd (ligando a cidade com Piątnica Poduchowna e sendo um cruzamento nas estradas nacionais 61 e 63) e uma nova ponte ao longo da rua Wł. Sikorskiego (ligando a cidade com Piątnica Włościańska). Além disso, existem 6 pontes no córrego Łomżyczka. Devido ao mau estado técnico da antiga ponte, vigora uma restrição de peso na mesma desde julho de 2006, permitindo a circulação de veículos com peso total não superior a 30 toneladas. Com a construção planejada do desvio, uma terceira ponte deve ser construída ligando as margens do rio Narew.

#### Transporte de ônibus
Łomża tem 19 linhas de ônibus, gerenciadas pela MPK Łomża.
Além disso, há uma estação de ônibus e de trem na cidade. O papel principal na comunicação intermunicipal é desempenhado pela PKS Nova, que fornece conexões para Varsóvia, Białystok, Olsztyn, Ełk, Ostrołęka, Suwałki, Augustów, Białowieża, Hajnówka, Goniadz e cidades e vilas vizinhas.

#### Transporte de bicicleta
Em 2016, a extensão de todas as ciclovias da cidade era de 27,4 km. Os planos da cidade preveem a construção de mais 22 km de caminhos. A cidade possui um sistema de bicicletas urbanas chamado ŁoKeR, gerenciado pela empresa BikeU. Atualmente é composto por 15 estações.
Cem bicicletas estão disponíveis para aluguel (incluindo uma de carga e uma tandem). A rede está operacional de 26 de abril a 1 de novembro. A inauguração do sistema em 26 de abril de 2018, e o início da temporada um ano depois, foi acompanhado por uma corrida de bicicletas organizada pela cidade de Łomża.

### Eletromobilidade
A primeira estação de carga de carros elétricos da cidade foi construída no outono de 2017 no estacionamento subterrâneo da Galeria Veneda na rua Zawadzka 38. Permite carregar veículos em alta velocidade através dos conectores CHAdeMO (inglês) e CCS Combo 2 (inglês). Em 2018, foram lançadas mais duas estações — na Prefeitura, com capacidade de 2 × 20 kW e na base MPK na rua Spokojna 9, com capacidade de 2 × 11 kW. Até 30 de junho de 2019, durante o período de teste, não foram cobradas taxas pelo uso dos dispositivos.

### Transporte ferroviário
As conexões ferroviárias com Łomża já estavam planejadas no século XIX, no entanto, foi só no início da Primeira Guerra Mundial que os russos entraram na cidade que a conexão Śniadowo — Łomża. Os russos também começaram a preparar a área para a ferrovia em direção a Kolno, mas em agosto de 1915 deixaram a cidade e as obras foram interrompidas. Os alemães também empreenderam a criação de uma conexão entre Kolno e Łomża, mas sem sucesso. Nos anos de 1922–1927, outras tentativas foram feitas para criar a seção em questão, mas a construção nunca foi iniciada. Nos anos de 1917–1925, três trens por dia iam de Łomża a Varsóvia. Além disso, em 1921, uma ferrovia de bitola estreita foi aberta na seção Łomża — Nowogród, que fazia parte da rota Myszyniec — Łomża.
O transporte de passageiros pela ferrovia Łomża — Ostrołęka — Łomża operou até 1 de janeiro de 1993. Esta rota era percorrida por 5 pares de trens com velocidade média de 30 km/h, utilizados por uma média de 9 510 pessoas por ano — quase 5 vezes a menos para manter a rentabilidade.
Atualmente, há três trens de carga por semana na rota Śniadowo – Łomża, enquanto a ferrovia de bitola estreita de Łomża a Nowogród não existe mais. Devido à falta de fundos no orçamento do PKP atribuídos à modernização do trecho Śniadowo — Łomża, a rota foi encerrada ao tráfego em 2012. Em setembro de 2009, o starosta de Łomża, Krzysztof Kozicki, manifestou seu interesse em assumir a infra-estrutura ferroviária no condado e cidade de Łomża pelo condado de Łomża. Em 2 de setembro, o conselho do condado adotou um projeto de resolução apropriado sobre esse assunto, que o conselho do condado aprovou por unanimidade.
Em março de 2019, a empresa CPK apresentou a rota planejada da linha de Giżycko a Varsóvia via Łomża no mapa de conexões ferroviárias que publicou.

### Transporte aéreo
Em 2011, uma pista de pouso sanitária foi inaugurada oficialmente na avenida Piłsudski.

## Cultura

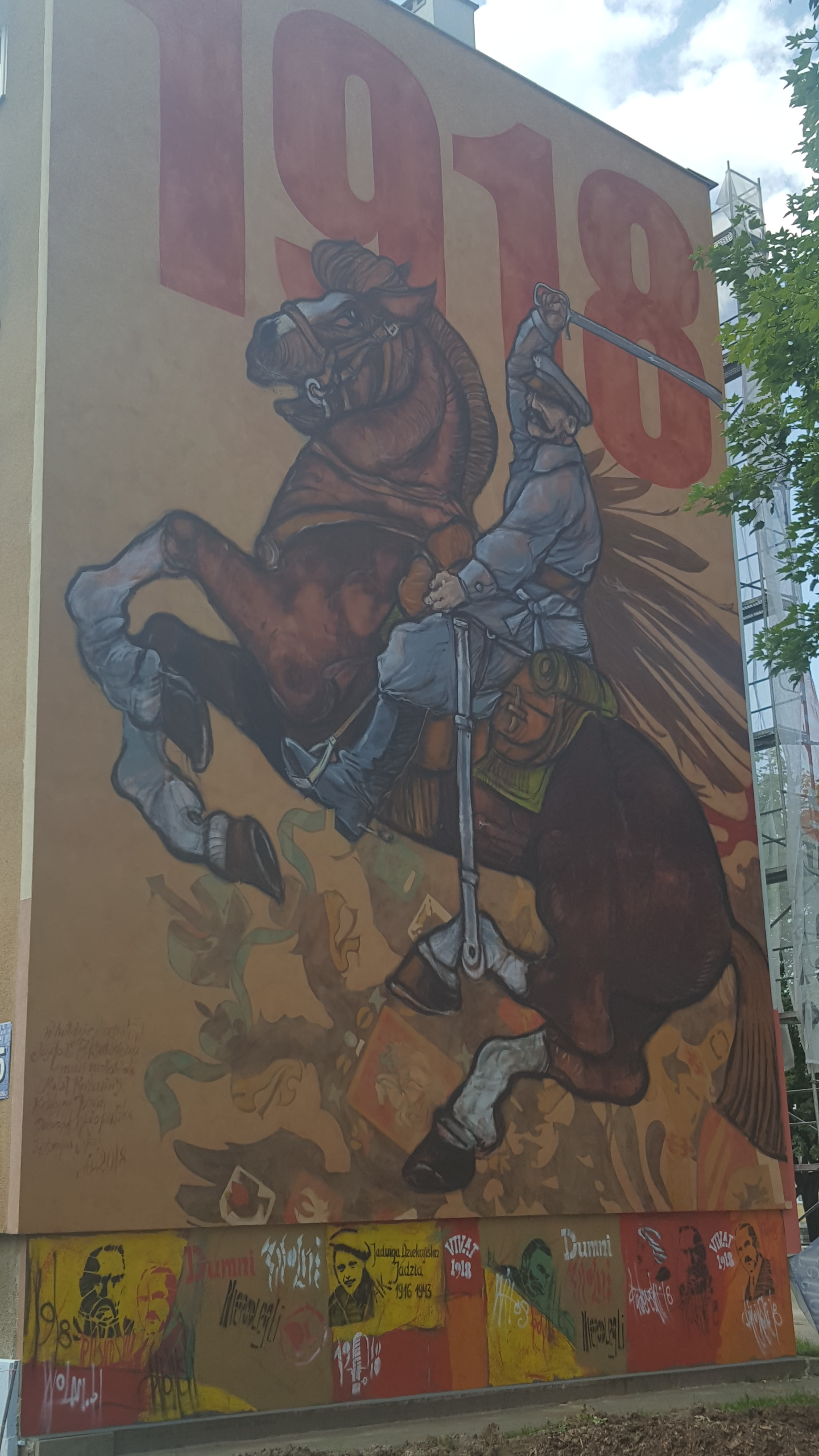
Grafite comemorando o 100.º aniversário da Independência em Łomża

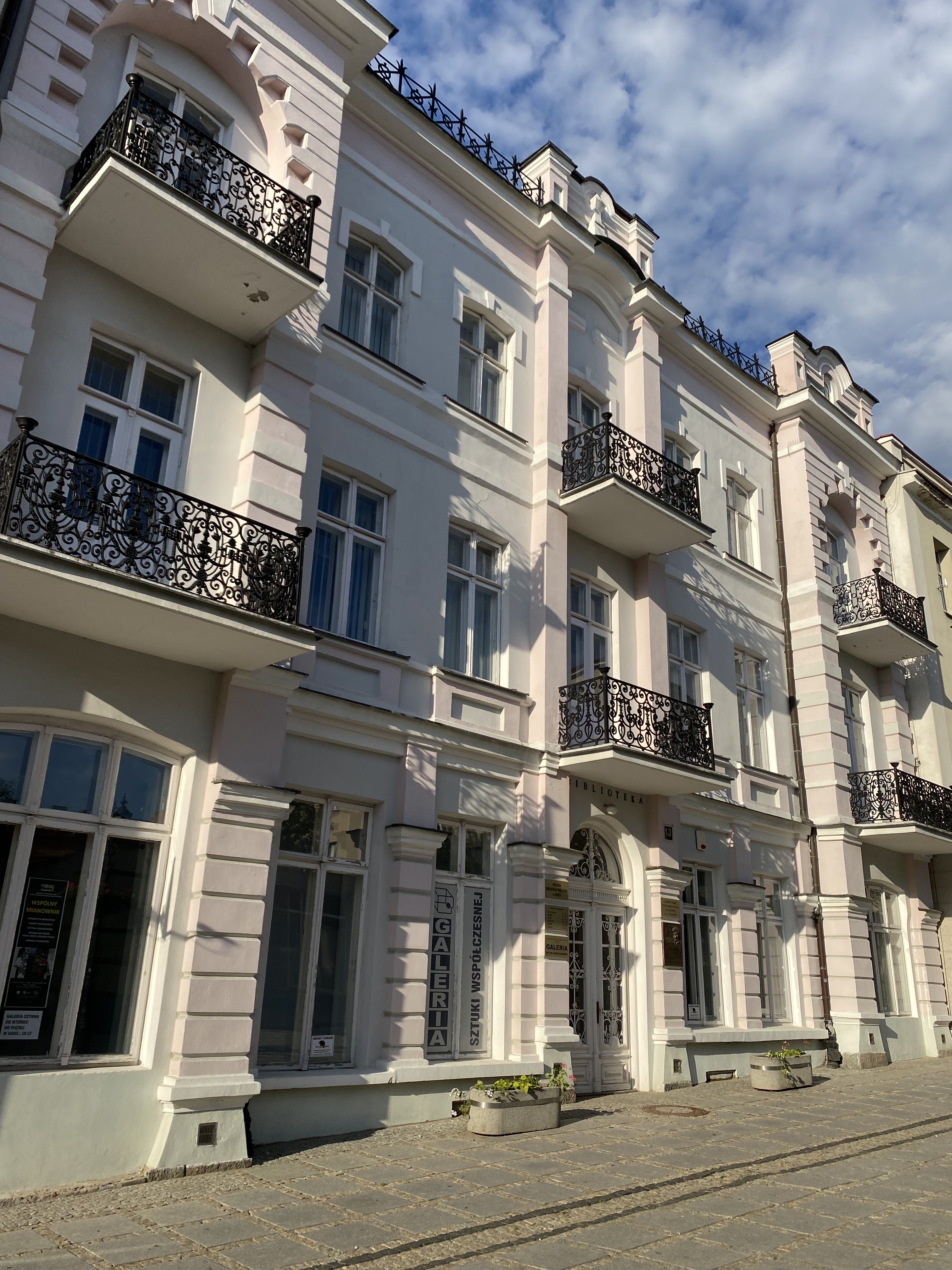
Edifício da Biblioteca Pública Municipal em Łomża, sede da Galeria de Arte Contemporânea

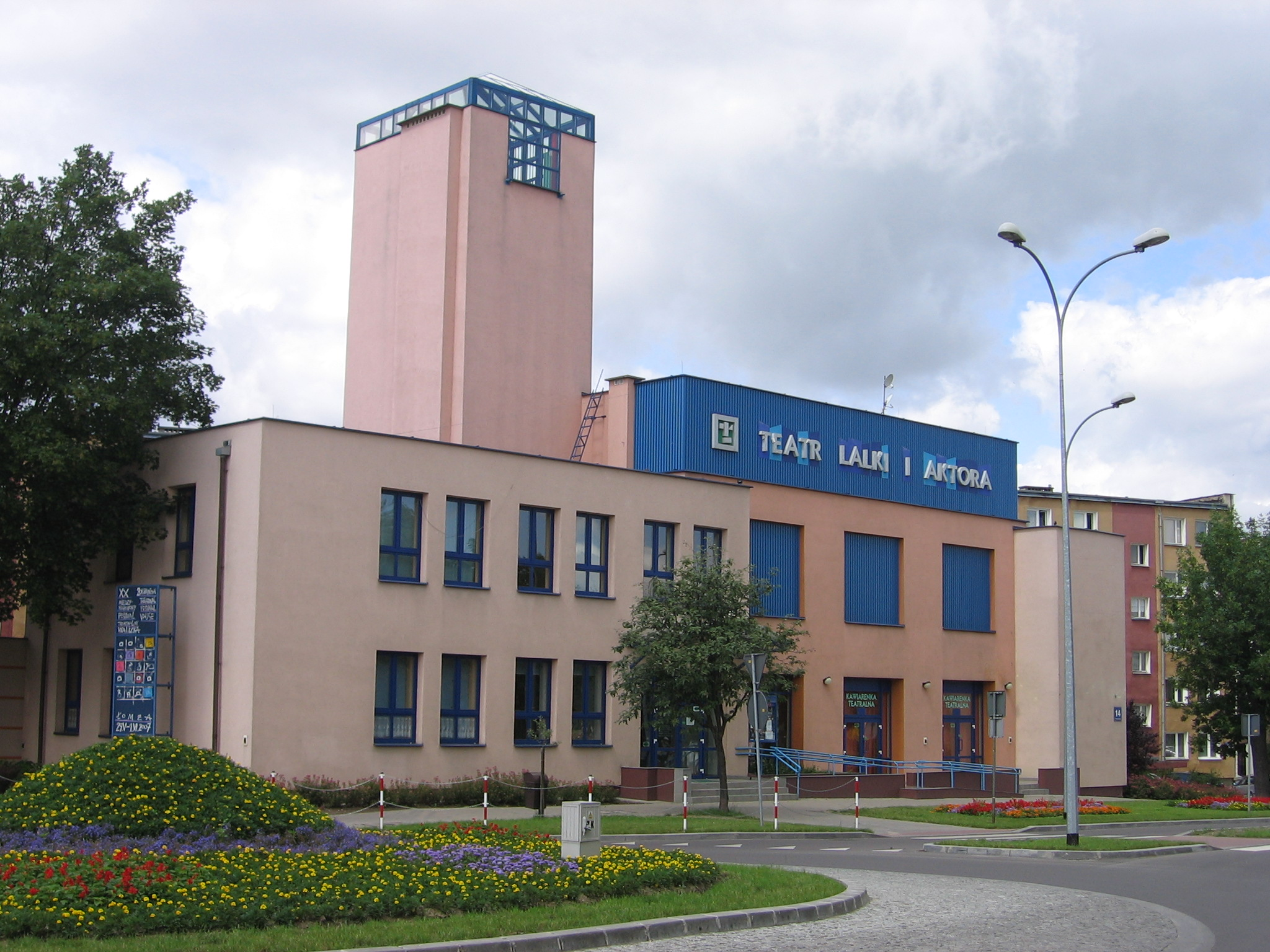
Edifício do Teatro de Bonecos e Atores (antigo quartel de bombeiros)

Łomża também é um centro cultural. Há um teatro, uma filarmônica de câmara, um museu e inúmeras galerias de arte aqui. Os seguintes eventos culturais são regularmente organizados na cidade:
- Festival Internacional de Teatro “Walizka” — organizado pelo Teatro de Marionetes e Atores em Łomża
- Festival “Sacrum et Musica” — organizado pela Filarmônica de Câmara Witold Lutosławski em Łomża
- Festival de múcica Dni Drozdowo — Łomża — organizado pelo Centro Cultural Regional em Łomża e Jacek Szymański (diretor artístico). O coorganizador é Dariusz S. Wójcik
- Oficina Nacional de Pintura — como acima
- Torneio Nacional de Dança de Salão para a “Taça Presidente da Cidade de Łomża” — organizado pelo Centro Cultural Regional de Łomża e o Clube de Dança de Salão “AKAT”.
- Torneio Nacional de Dança de Salão para o “Campeonato de Łomża” — organizado pelo Centro Cultural Regional de Łomża e o Clube de Dança de Salão “AKAT”
- Torneio Nacional de Dança Juvenil “Wirująca Strefa” — organizado por MDK-DŚT
- Competição nacional de Krasomówczy Hanki Bielicka — organizado pelo Centro Católico João Paulo II na paróquia da Santa Cruz.
- Novum Jazz Festival — organizado pela Rádio Nadzieja
- Festival de Carnaval com Conto de Natal — organizado pela Rádio Nadzieja
- Concurso de Poesia Jana Kulka — uma competição nacional organizada pela MDK-DŚT

### Instituições culturais
As instituições culturais em Łomża são, entre outras: Galeria de Arte Contemporânea, Filarmônica de Câmara Witold Lutosławski em Łomża (anteriormente Orquestra de Câmara de Łomża), a Biblioteca Pública Municipal, a Casa Municipal da Cultura — a Casa das Comunidades Criativas, o Museu da Mazóvia do Norte em Łomża, o Centro Católico João Paulo II, o Centro Cultural Regional em Łomża e o Teatro de Marionetes e Atores em Łomża.

### Associações cívicas
Há também numerosas associações e grupos de passatempos na cidade de Lomza. Estes incluem: a Sociedade de Imprensa Social “Stopka”, a Seção de Capoeira Łomża da UNICAR, o Centro de Atividades Locais “Novitas”, a Comunidade Católica Gloriosa Trinità, o Clube de Caratê Fudokan-Shotokan Łomża, o Grupo de Reprodução Histórica Łomża “Spiritus temporis”, a Sociedade Científica Wagów, o Salão Literário Anna Jakubowska, a Sociedade de Amigos da Região de Łomża, o Grupo de Música Antiga “Voci Unite” ou o Conjunto de Canção e Dança “Łomża”, a Banda de latão Łomża, o Clube de Mergulho de Łomża “Podwodny Jeleń”.

### Meios de comunicação
Cinco revistas são publicadas em Łomża: Tygodnik Narew, Gazeta Współczesna, Gazeta Bezcenna, Kontakty e Tygodnik Diocese de Łomża “Głos Katolicki”.
Existem também vários serviços de informação online dedicados à cidade e à região de Łomża, incluindo: narew.info, wzasiegu.pl, mylomza.pl, xlomza.pl, 4lomza.pl e radionadzieja.pl.
As estações de rádio em Łomża são: Rádio Eska Łomża (88,8 FM), Rádio RMF MAXX Podlasie (97,5 FM), Rádio Diocesana Nadzieja (103,6 FM) e Rádio Polonesa Białystok (87,9 FM). Há mais de vinte anos, o canal Narew Television em Łomża também opera, concentrando-se em questões locais que são importantes para os habitantes da cidade, o condado de Łomża e a voivodia da Podláquia.

## Educação
A história da educação em Łomża remonta ao início do século XV, quando foi fundada a primeira paróquia, e com ela uma escola paroquial. Em 1614, os jesuítas que se instalaram na cidade fundaram o Colégio dos Jesuítas. Um dos sucessivos reitores do colégio foi Santo André Bobola. O nível de educação não caiu depois que a Comissão de Educação Nacional entregou a escola aos Piaristas em 1774. Muitas personalidades importantes foram educadas em Łomża sob o domínio dos poderes divisores, entre eles: Szymon Konarski, Rafał Krajewski, Jakub Ignacy Weight, Wojciech Szweykowski, Adam Chętnik.
Atualmente, Łomża tem uma rede bem desenvolvida de escolas públicas e privadas em todos os níveis. Existem 7 escolas primárias, 8 escolas secundárias, 10 escolas secundárias, 6 universidades (incluindo 3 privadas) e 2 escolas de arte. O nível de educação em Łomża é alto, como evidenciado pelos resultados dos exames do ensino secundário e do ensino secundário inferior no país e na voivodia. Por exemplo, a Escola Secundária n.º 1 pertence às principais escolas secundárias nacionais e provinciais. Além disso, muitas escolas em Łomża ganharam o título de Escola com Classe. A partir de 1 de janeiro de 1999, o Conselho de Avaliação Regional tem sua sede em Łomża, que abrange as voivodias da Podláquia e Vármia-Masúria.

Escolas e faculdades em Łomża
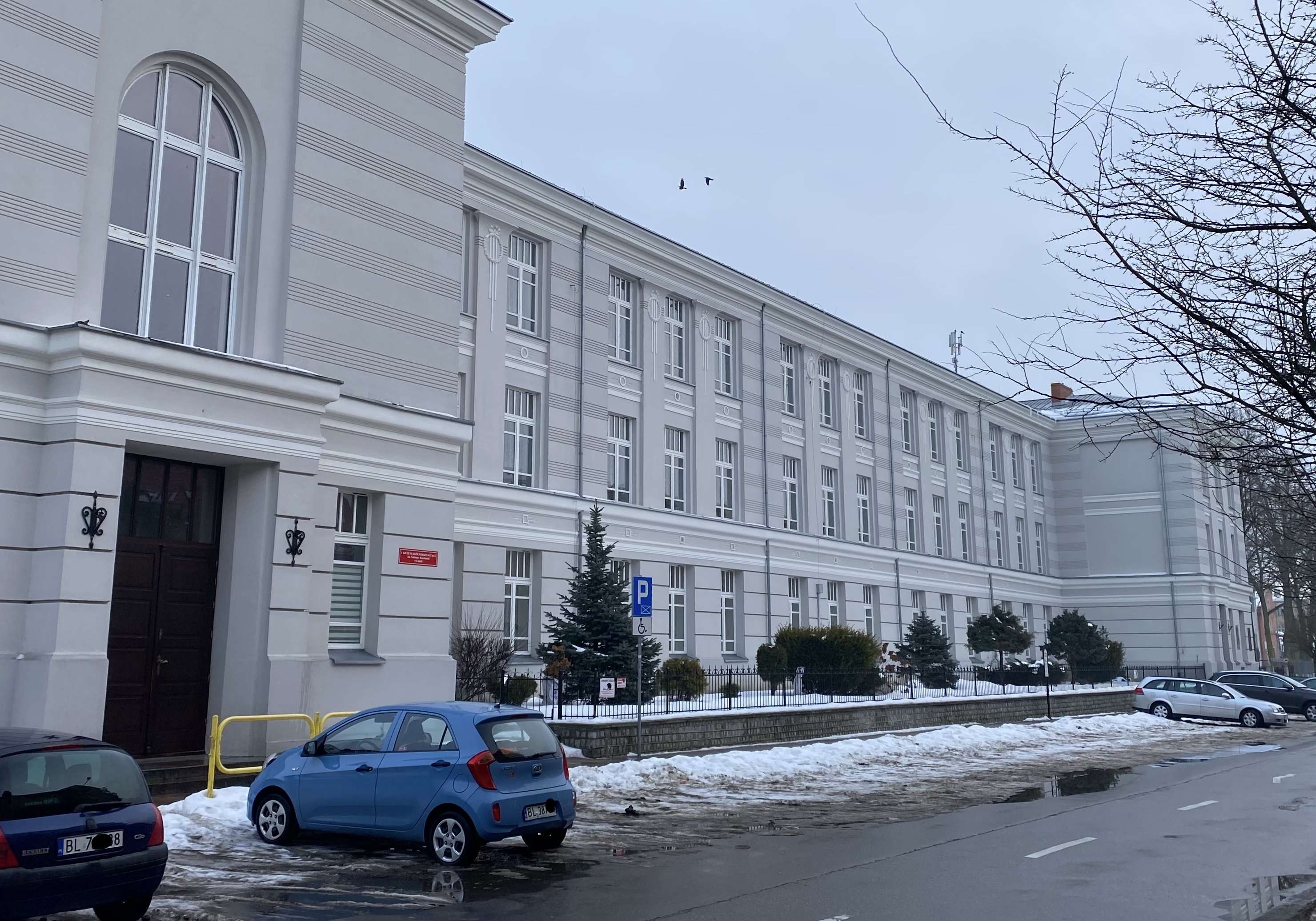
Escola Secundária I Tadeusz Kościuszko
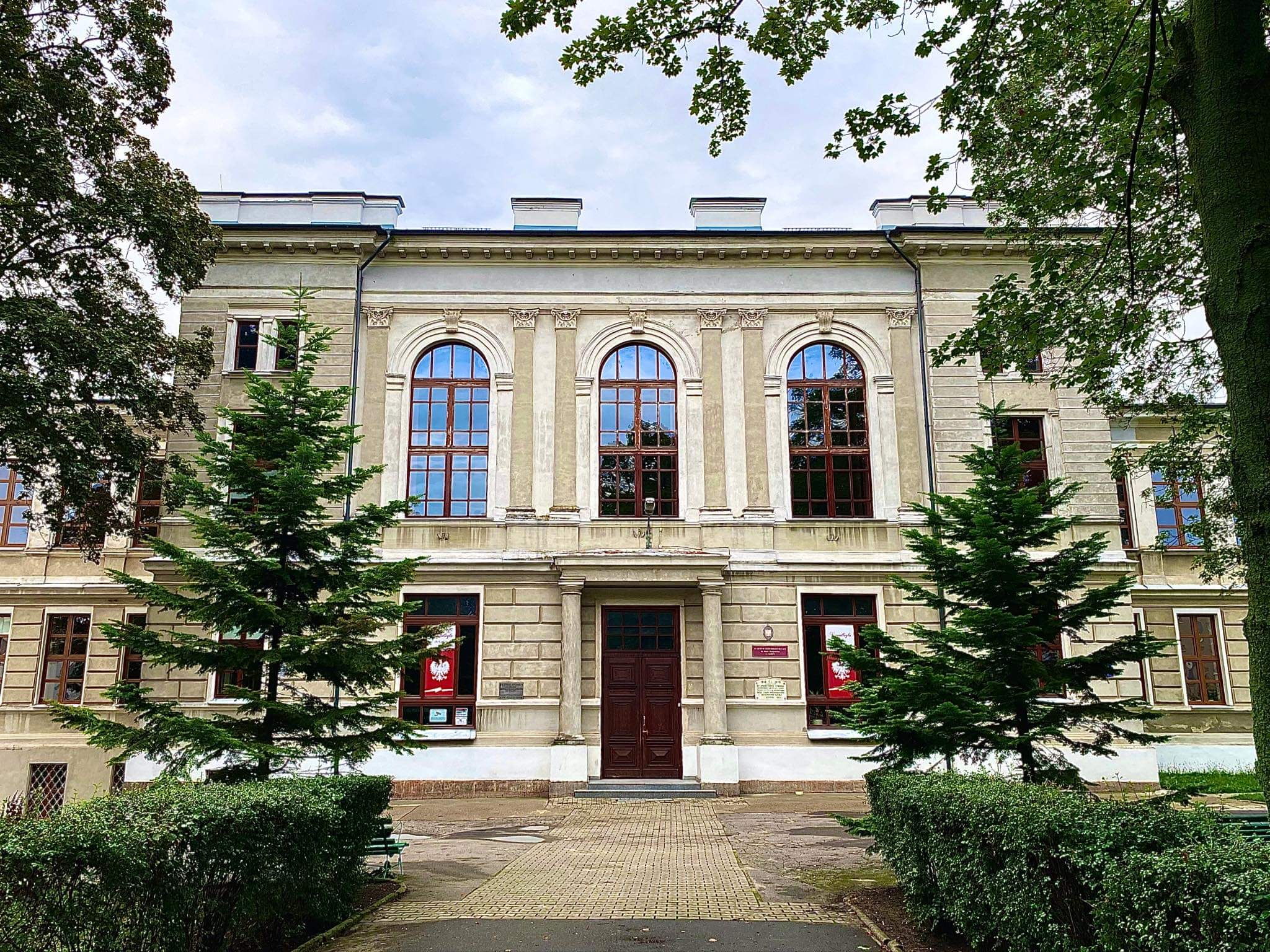
Escola Secundária II Maria Konopnicka
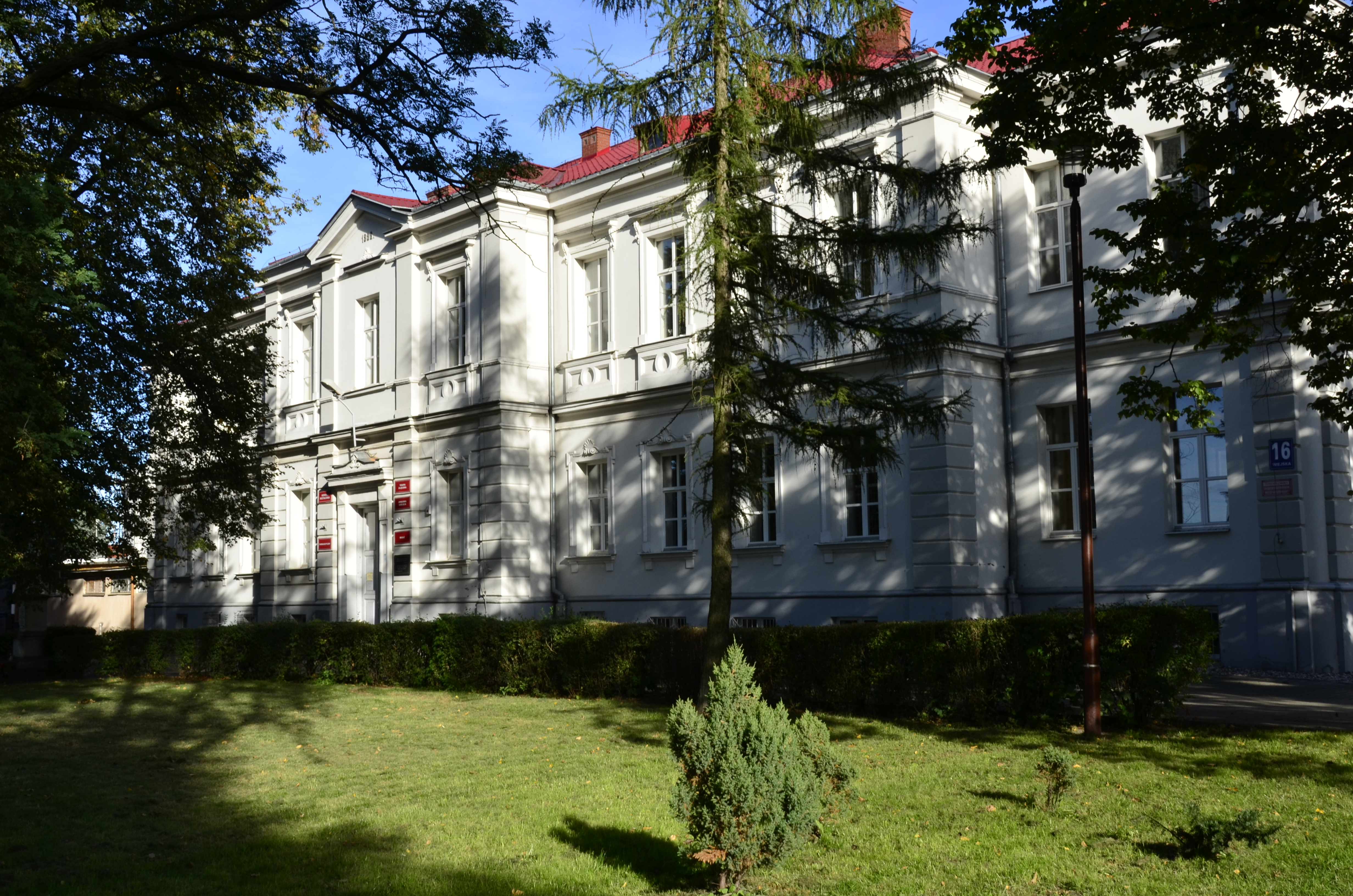
Edifício da Escola Superior de Saúde
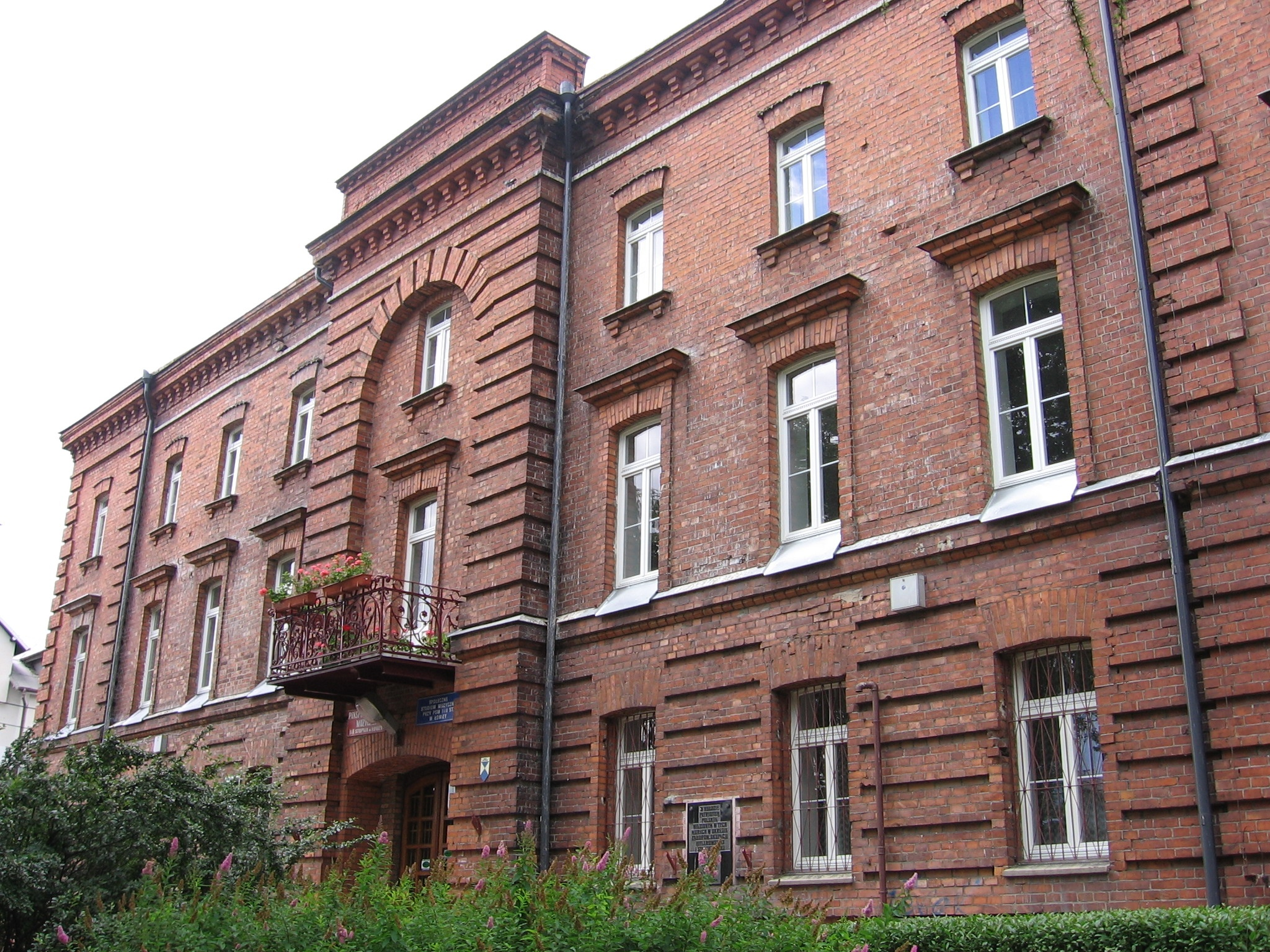
Escola de música
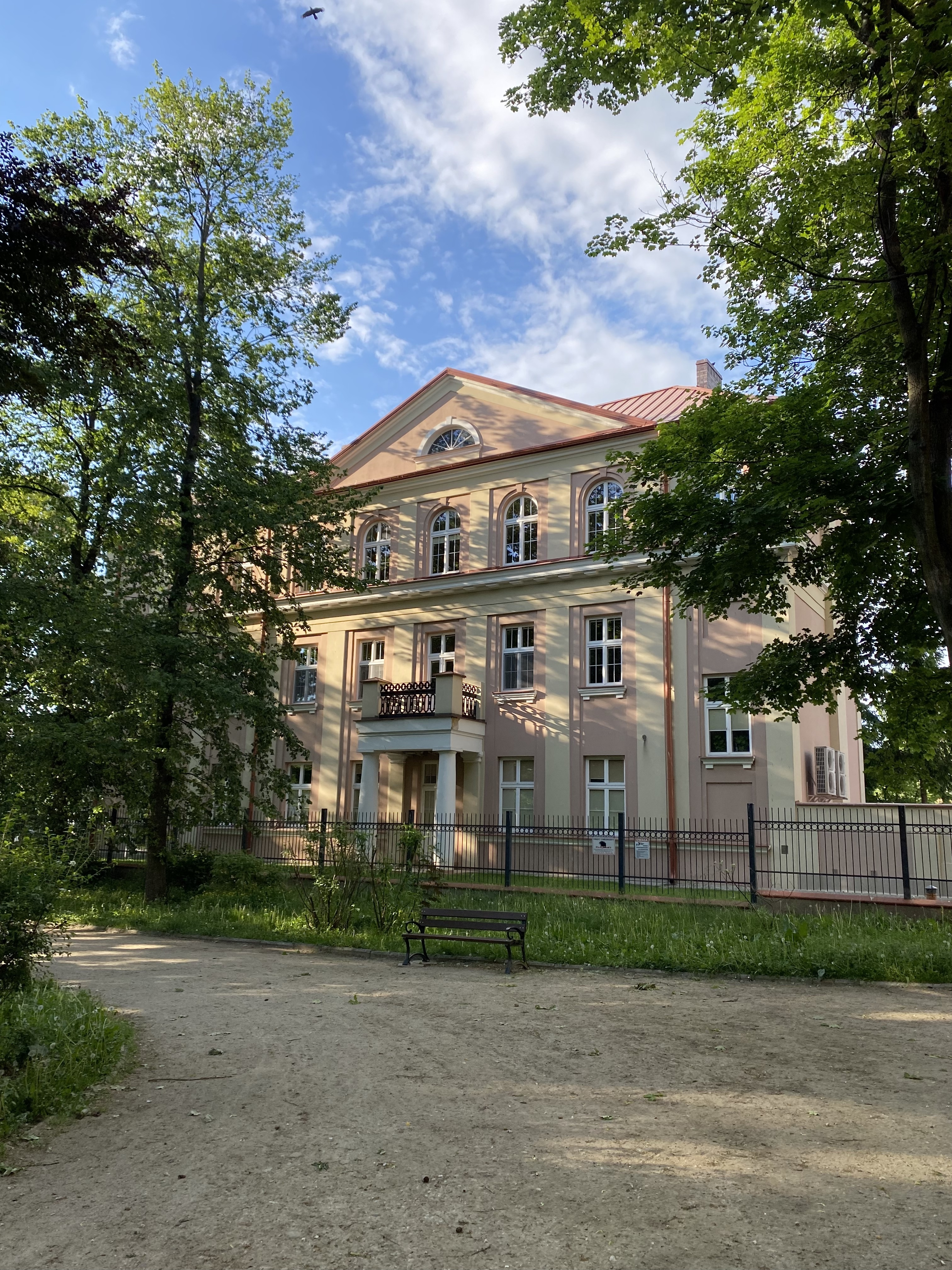
Sede registrada da Comissão Distrital de Exames em Łomża
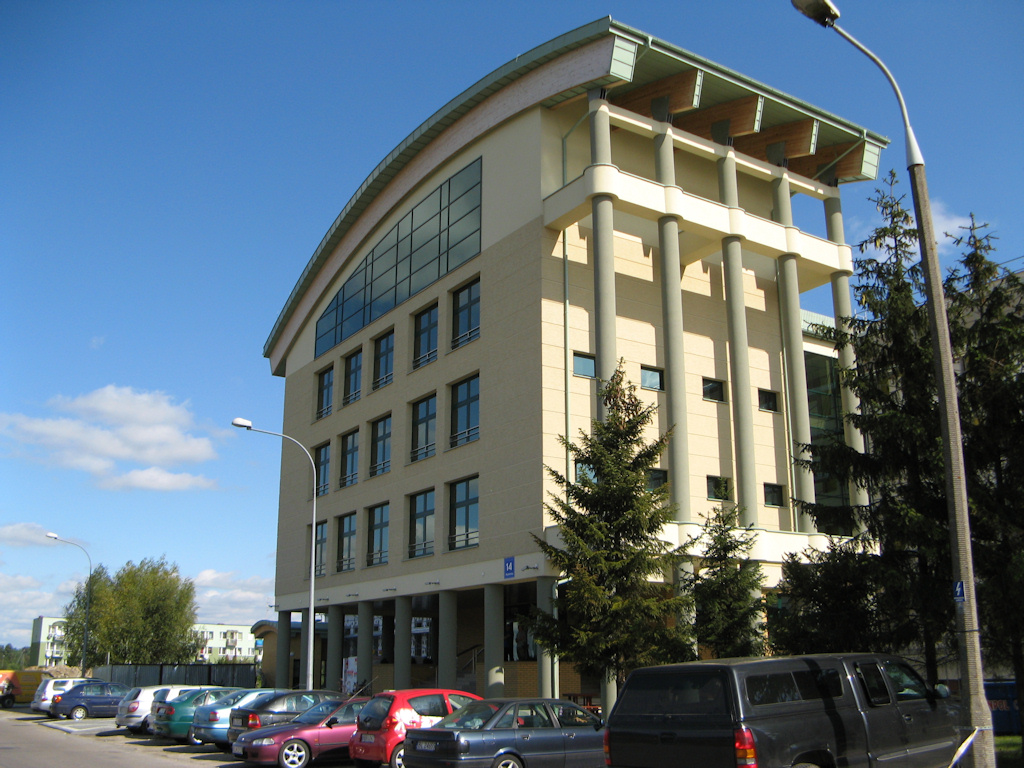
Sede da Academia de Łomża

## Segurança

### Assistência médica
Os cuidados com a saúde no condado de Łomża são da responsabilidade do Centro Independente de Saúde Pública em Łomża, gerido por este condado e financiado pelo Fundo Nacional de Saúde, com sede na rua Szosa Zambrowska, n.º 1/27. O Centro de Atenção à Saúde consiste em uma sala de internação, serviço de ambulância e quatro clínicas regionais. Łomża também abriga o Hospital Provincial Cardeal Stefan Wyszyński. O serviço público de saúde é complementado por oito estabelecimentos de saúde não públicos e uma unidade de saúde local do Ministério do Interior e da Administração.
Além disso, a Caritas, clínicas especializadas (por exemplo, consultórios odontológicos) e 20 farmácias operam na cidade. Por outro lado, os serviços de reabilitação são prestados por, entre outros, Centro de Reabilitação Caritas São Roque da Diocese de Łomża.

### Serviços uniformizados civis
A Polícia em Łomża coopera com a Polícia Militar e usa o sistema de monitoramento criado pela cidade. Na cidade existe a Sede Municipal com sede na rua Wojska Polskiego 9 e parte da seção na rua Partyzantow 48B. O comando de Łomża está subordinado à Sede Provincial. Está dividido em 5 seções e 1 departamento. A seção distrital divide a cidade em dois distritos, ou seja, um total de 14 distritos. Há também uma guarda municipal na cidade.
Desde 1997, funciona na cidade de Łomża o programa “Cidade Segura”, implementado em cooperação com a Sede da Polícia Municipal, Polícia Municipal e outras entidades da vida social. Como parte deste programa, em 2001, foi lançado o monitoramento municipal, consistindo na colocação de câmeras em locais que requerem vigilância constante.
A segurança contra incêndio é de responsabilidade da Sede Municipal do Corpo de Bombeiros Estatal com sede na rua Sikorskiego 48/94, apoiado pelo Corpo de Bombeiros Voluntários (10 unidades na comuna de Łomża).

## Religião

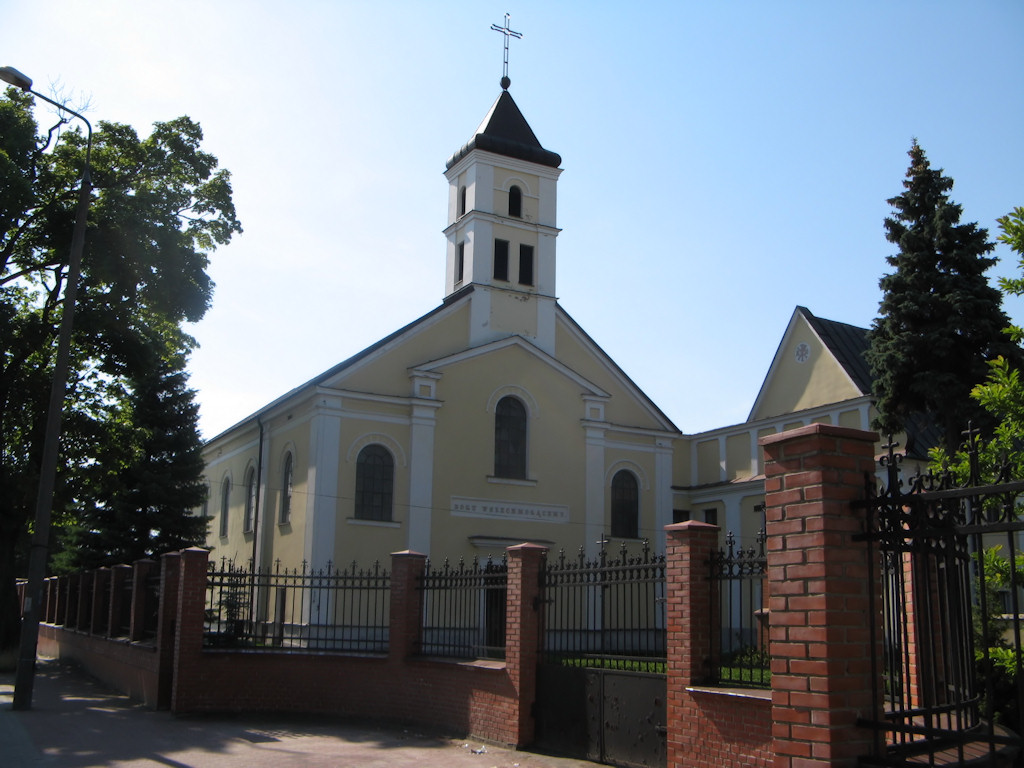
Complexo de mosteiros das Irmãs Beneditinas

Os habitantes de Łomża são principalmente católicos romanos, embora ao longo dos séculos a cidade tenha sido multinacional e, portanto, multidenominacional. Além de católicos, a cidade era habitada, entre outros, por seguidores do judaísmo ou protestantismo, como evidenciado por monumentos de arquitetura sagrada e lápides em cemitérios em Łomża. Uma confirmação adicional da estrutura multidenominacional da cidade foi que Józef Piłsudski se converteu ao luteranismo em Łomża em 24 de maio de 1899, pelo pastor Mikulski. Além dos católicos romanos, a cidade também é habitada por um grande grupo de muçulmanos de origem chechena. Oito paróquias católicas romanas em Łomża estão concentradas em duas foranias: Łomża — São Bruno e Łomża — São Miguel Arcanjo, que também incluem nove cidades próximas. Além disso, na cidade, as atividades pastorais são conduzidas pela Igreja Pentecostal na República da Polônia — a congregação “Palavra da Vida”, duas congregações das Testemunhas de Jeová (incluindo um grupo de língua de sinais e um grupo de língua russa) e a neopagã Igreja Nativa da Polônia. A igreja reitoral da Assunção da Bem-Aventurada Virgem Maria em Łomża foi construída em 1873 como a Igreja Ortodoxa da Santíssima Trindade, com a posição de catedral a partir de 1885. Depois de 1918, a igreja foi convertida em uma igreja católica romana. Atualmente, os habitantes ortodoxos estão sujeitos à Paróquia da Ascensão do Senhor em Ciechanowiec.

## Esportes

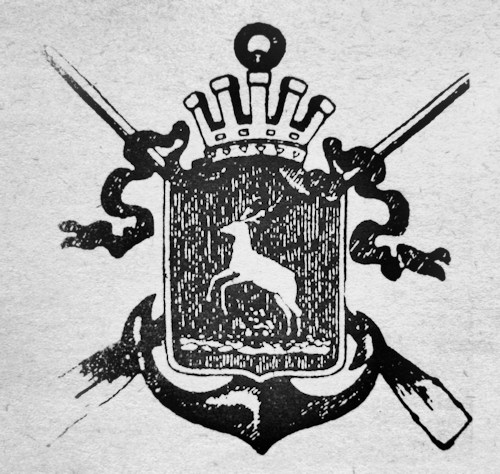
Selo da Sociedade de Remo de Łomża

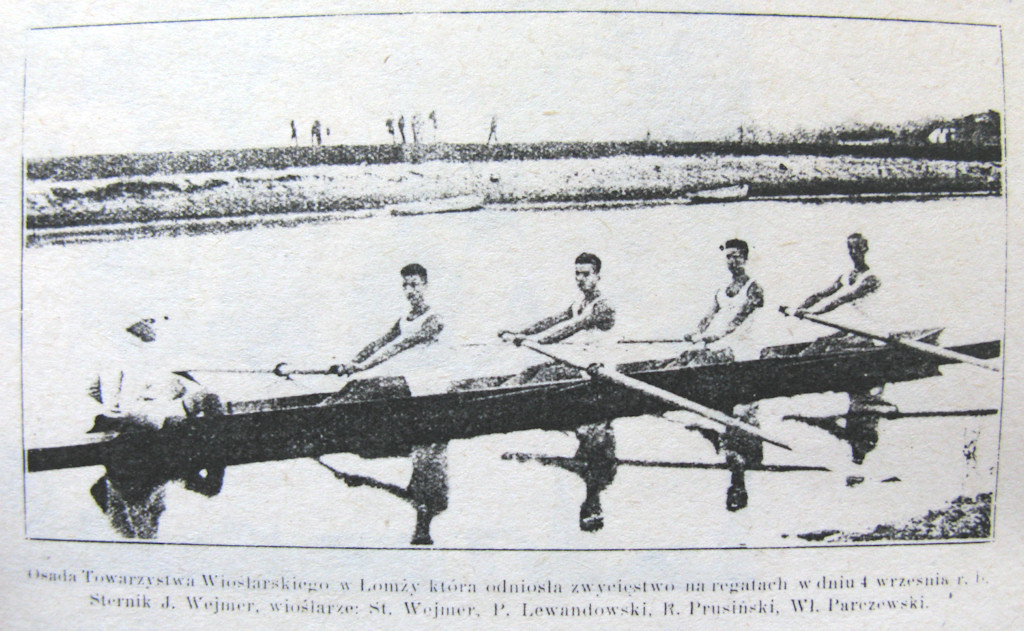
Liquidação da Sociedade de Remo de Łomża (4 de setembro de 1927)

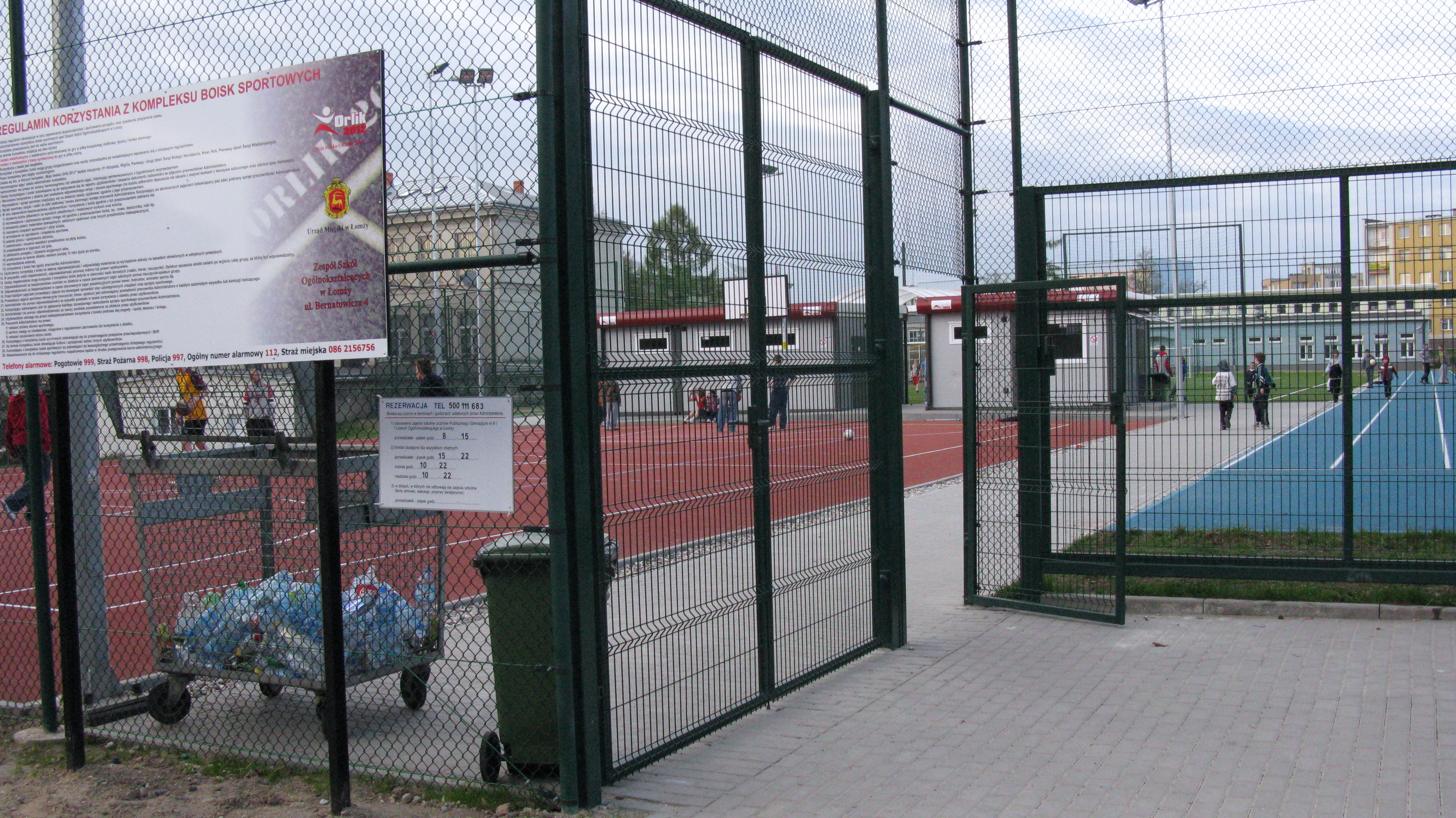
Complexo recreativo e esportivo “Orlik 2012”

A história do esporte em Łomża remonta ao final do século XIX, quando em 1897 foram organizadas as primeiras regatas de remo amador. Dois anos depois, esforços foram feitos para fundar uma sociedade de remo, que inaugurou sua atividade oficial em 26 de janeiro de 1902 sob o nome de Sociedade de Remo de Łomża. A associação esteve ativa até a eclosão da Segunda Guerra Mundial. Sua atividade foi suspensa na década de 1980.
Em 16 de abril de 1926, foi fundado o primeiro clube de futebol, atualmente na terceira liga, ŁKS Łomża. Além disso, existem mais de uma dezena de clubes esportivos na cidade representando várias disciplinas. As seções mais importantes, além do futebol, incluem voleibol, basquetebol, atletismo e artes marciais. Seus maiores sucessos foram no atletismo, artes marciais, e também no fisiculturismo. Em junho de 2009, a Final Nacional da Escola Secundária de Futebol Masculino foi organizada em Łomża, na qual o time de futebol local da Escola Secundária Pública n.º. 8 ficou em terceiro lugar. O esporte em Łomża é apoiado pela Sociedade para a Promoção da Cultura Física e pela Associação de Esportes Escolares de Łomża.
Em 1998, foi inaugurado um pavilhão esportivo, onde se realizam eventos nacionais e internacionais, como futsal, torneios de artes marciais ou torneios de basquetebol. Em 2006, uma pista de esqui foi inaugurada em Rybno perto de Łomża.
Em 2009, foi assinado um contrato para a construção de uma piscina municipal, que se tornou a segunda instalação desse tipo na cidade. O ginásio esportivo entrou em operação em 28 de março de 2011. A construção da piscina foi cofinanciada com fundos da UE do Programa Operacional Regional 2007–2013 da voivodia da Podláquia, com um custo total de 35,2 milhões de złotys.

### Instalações esportivas

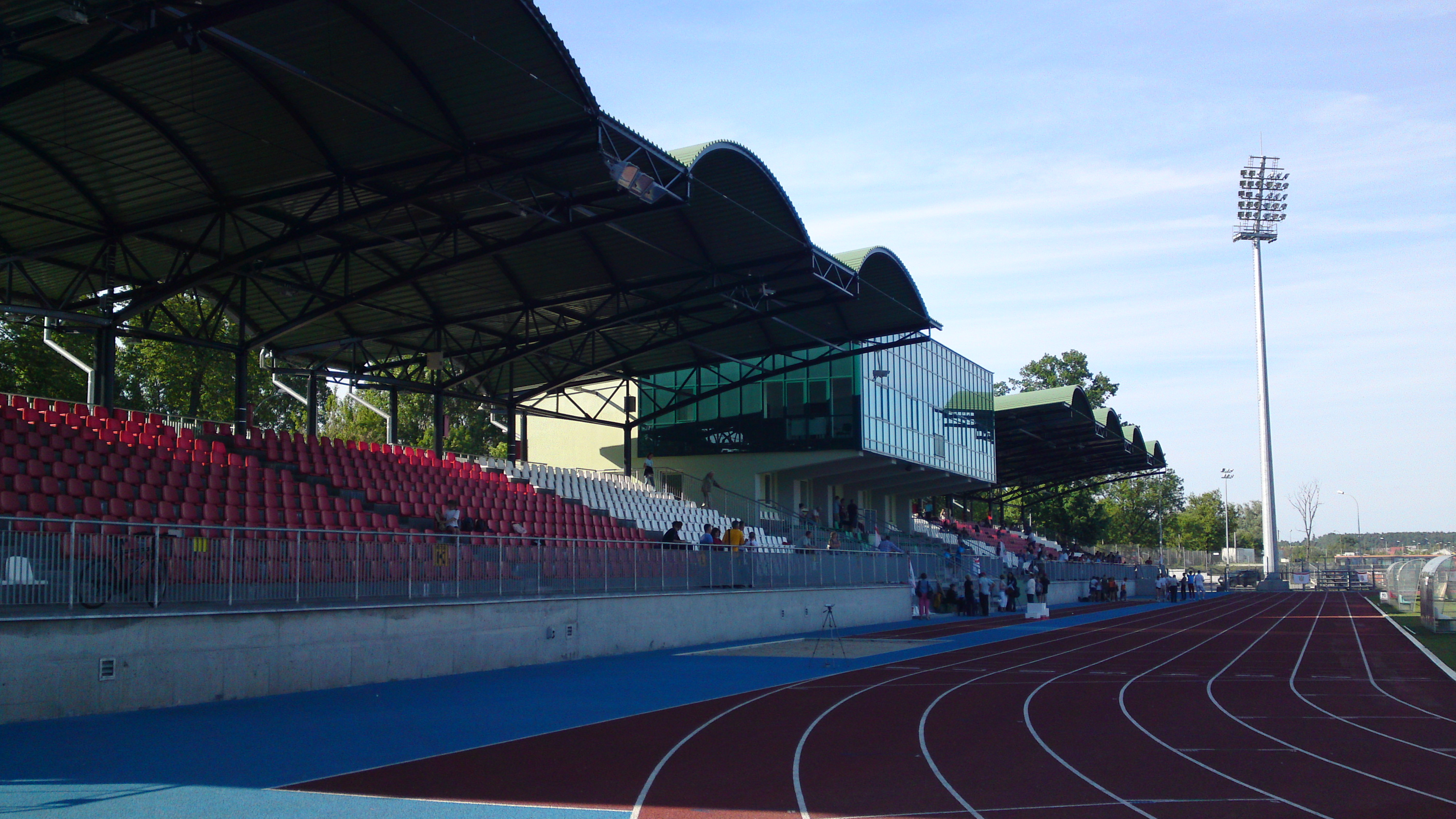
Estádio Municipal em Łomża após a modernização (2011)

- Estádio de futebol e atletismo administrado por MOSiR Łomża
- Ginásio de esportes Olimpijczyków Polskich; eventos esportivos da cidade, regionais e até internacionais acontecem aqui
- Complexo recreativo e desportivo (skatepark); equipado com quadras de tênis, de handebol, tênis de mesa, ciclovias, minigolfe
- Complexo recreativo e esportivo (skatepark — localizado no antigo campo de tiro militar); equipado com quadra de handebol e basquete, playground para crianças, parede de escalada
- Piscinas cobertas nas escolas primárias n.º 1 e n.º 10
- Complexos recreativos e esportivos “Orlik 2012” nas ruas Katyńska e Bernatowicza

### Clubes esportivos

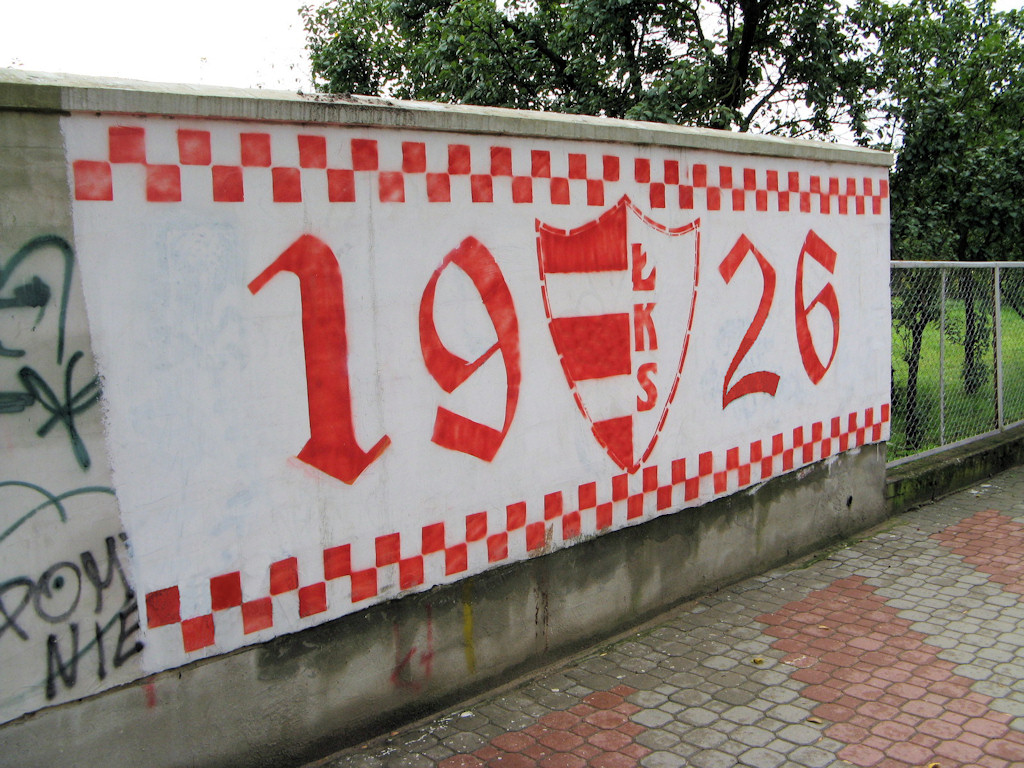
Grafite com o brasão de armas do ŁKS

Muitos clubes esportivos profissionais e amadores operam em Łomża. O mais conhecido entre os clubes de Łomża é o clube de futebol ŁKS Łomża, fundado em 1926, que atualmente joga partidas na terceira liga. Destaca-se também o Esporte Clube Estudantil Jedynka Łomża, que administra a seção de tênis de mesa, seção de luta livre e vôlei feminino, que disputou partidas por uma temporada na 2.ª liga. Na segunda liga também há jogadores do Clube SKTS Łomża, que realiza jogos de tênis de mesa. Além disso, desde 1975, o clube de atletismo LKS Narew Łomża opera na cidade, que pode se orgulhar de muitos sucessos. Outros clubes esportivos têm seções para luta livre, vôlei, basquete, taekwondo, caratê, cross-country, xadrez e handebol. Em setembro de 2009, o Esporte Clube do Povo de Łomża “PREFBET ŚNIADOWO” Łomża (LŁKS “Prefbet Śniadowo” Łomża) venceu as finais da segunda liga de atletismo em Toruń e assim, como o primeiro time da história da região de Łomża, avançou para a primeira liga. Em 2011, os jogadores do clube AZS PWSIP Wałkuscy, pela primeira vez em sua história, foram promovidos à liga de tênis de mesa.

## Administração

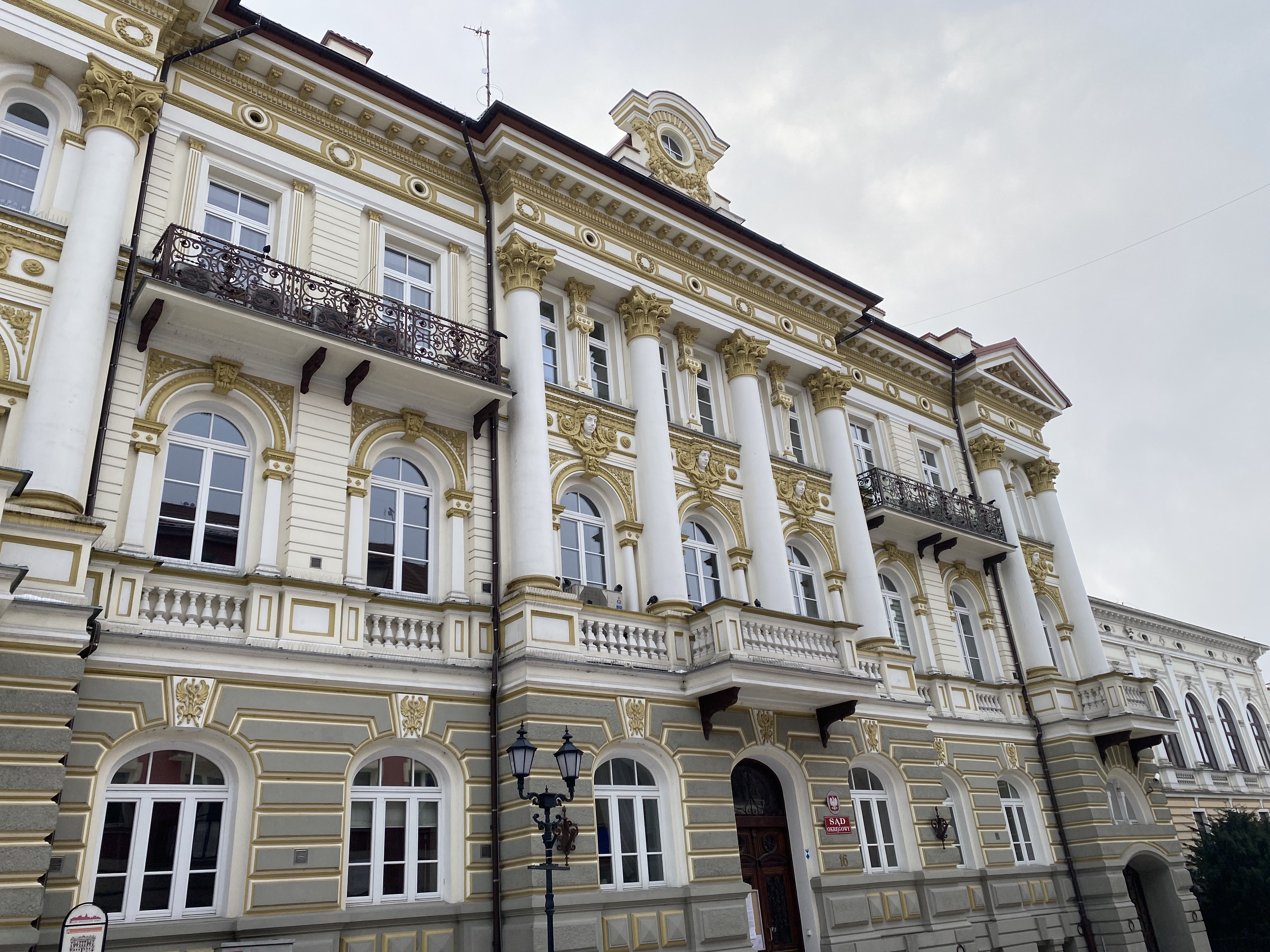
Edifício do Tribunal Distrital

Łomża é uma cidade com direitos de condado. Os habitantes de Łomża elegem 23 conselheiros para o conselho da cidade. O presidente da cidade é o órgão executivo das autoridades. A sede das autoridades municipais é a Prefeitura.
A cidade é também a sede do starosta do condado de Łomża, bem como da comuna rural de Łomża. Em Łomża existe um tribunal distrital e vários escritórios distritais.
Os habitantes de Łomża elegem parlamentares do círculo eleitoral de Białystok e membros do Parlamento Europeu do círculo eleitoral de Olsztyn.
Nos anos 1975–1998, Łomża foi a capital da voivodia de Łomża. A voivodia era uma área agrícola com a terceira menor densidade populacional e uma das mais baixas taxas de urbanização da Polônia.